# 13. Januar
Der 13. Januar (auch 13. Jänner) ist der 13. Tag des gregorianischen Kalenders, somit bleiben 352 Tage (in Schaltjahren 353 Tage) bis zum Jahresende.

## Ereignisse

### Politik und Weltgeschehen
- 27 v. Chr.: In Rom beginnt ein mehrtägiger Staatsakt, mit dem der Bürgerkrieg offiziell für beendet erklärt wird. Dabei wird formal die Republik wiederhergestellt, de facto jedoch eine auf Octavian zugeschnittene Ordnung geschaffen, die später als Prinzipat bekannt wird.

532: Palastviertel mit Hippodrom in Konstantinopel, Schauplatz des Nika-Aufstands

- 0532: In Konstantinopel bricht auf Grund der rigiden Steuerpolitik Justinians I. und seiner strengen Vorgangsweise gegen die Zirkusparteien der Nika-Aufstand aus.
- 1257: In der Doppelwahl von 1256/57 wird Richard von Cornwall in Frankfurt am Main von einem Teil der Kurfürsten zum römisch-deutschen König gekürt.
- 1408: Der Bund ob dem See unter der Führung von Appenzell erleidet in der Schlacht bei Bregenz eine Niederlage gegen das Ritterheer Sankt Jörgenschild. Die Appenzellerkriege reduzieren sich in der Folge wieder auf den Konflikt zwischen Appenzell und der Fürstabtei St. Gallen.
- 1634: In der als Pilsener Revers bekannt werdenden Ergebenheitsadresse, die maßgeblich von den Generälen Christian von Ilow und Adam Erdmann Trčka von Lípa gefördert ist, versichert sein Offizierskorps Wallenstein die Treue. Kaiser Ferdinand II. bewertet das Bekenntnis als Hochverrat seines Generalissimus und gibt in der Folge den Auftrag zu seiner Festnahme.
- 1750: Im Vertrag von Madrid verständigen sich Spanien und Portugal auf eine Neudefinition der Grenzen ihrer Besitzungen in Südamerika. Er ersetzt mehrere ältere Vertragsdokumente.
- 1838: Die Truppen des konservativen Militärs José Rafael Carrera Turcios erobern das von Liberalen regierte Guatemala-Stadt. Die Soldaten beginnen mit Plünderungen, Morden und Vergewaltigungen. Die Ausschreitungen führen wenige Wochen später zur Abspaltung mehrerer Provinzen von Guatemala, die sich zum kurzlebigen Staat Los Altos zusammenschließen.

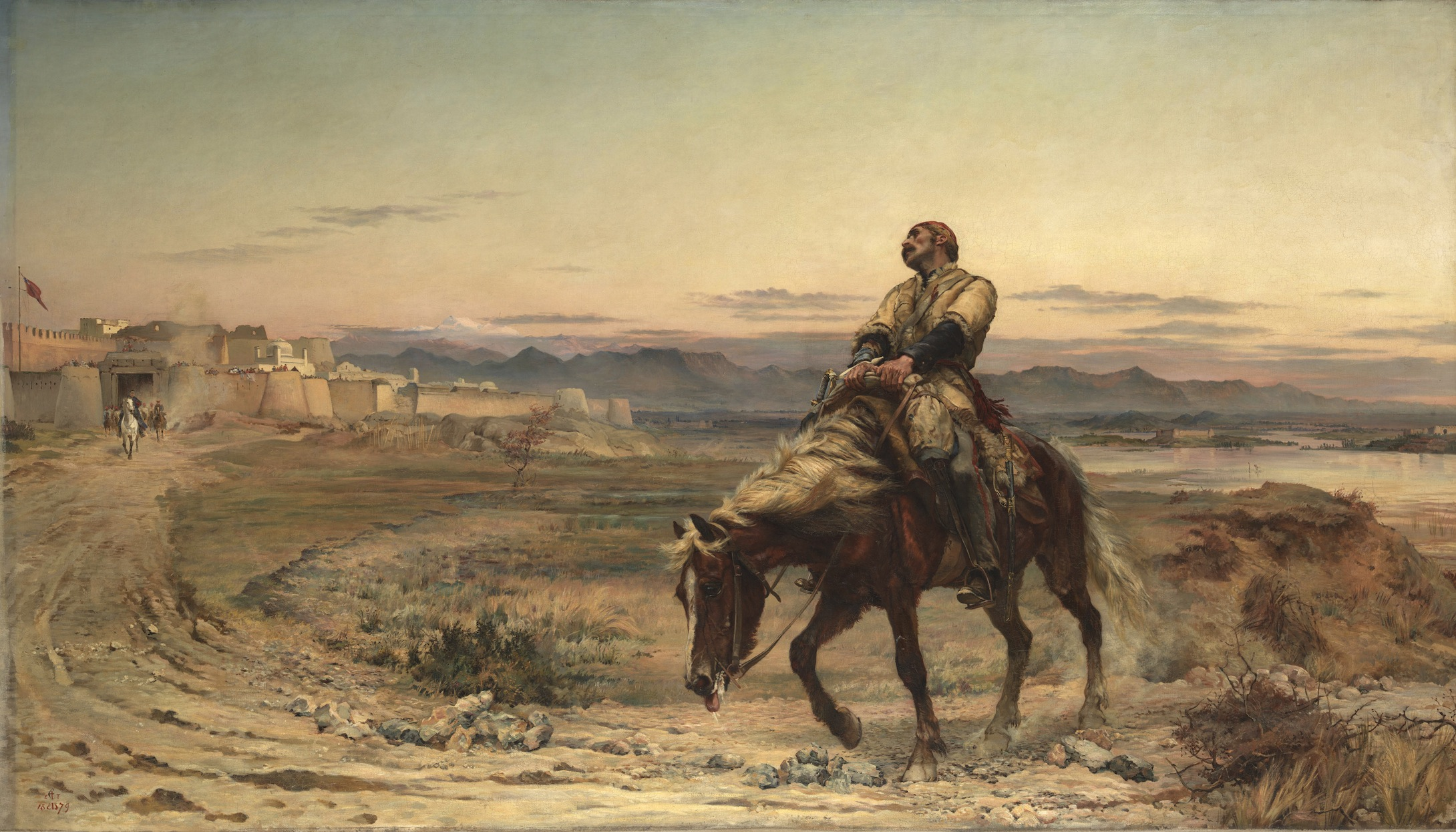
1842: William Brydon erreicht als einziger Überlebender Dschalalabad

- 1842: Während des Ersten Anglo-Afghanischen Kriegs kommt es zur Schlacht von Gandamak. Nur sechs Männer der britischen Armee von William George Keith Elphinstone überleben die Niederlage gegen die Afghanen, von denen einzig William Brydon einige Tage später das ursprüngliche Ziel Dschalalabad erreicht.
- 1895: In der Schlacht von Coatit scheitert ein Präventivangriff des äthiopischen Statthalters von Tigray Mengesha Yohannes auf Italienisch-Eritrea

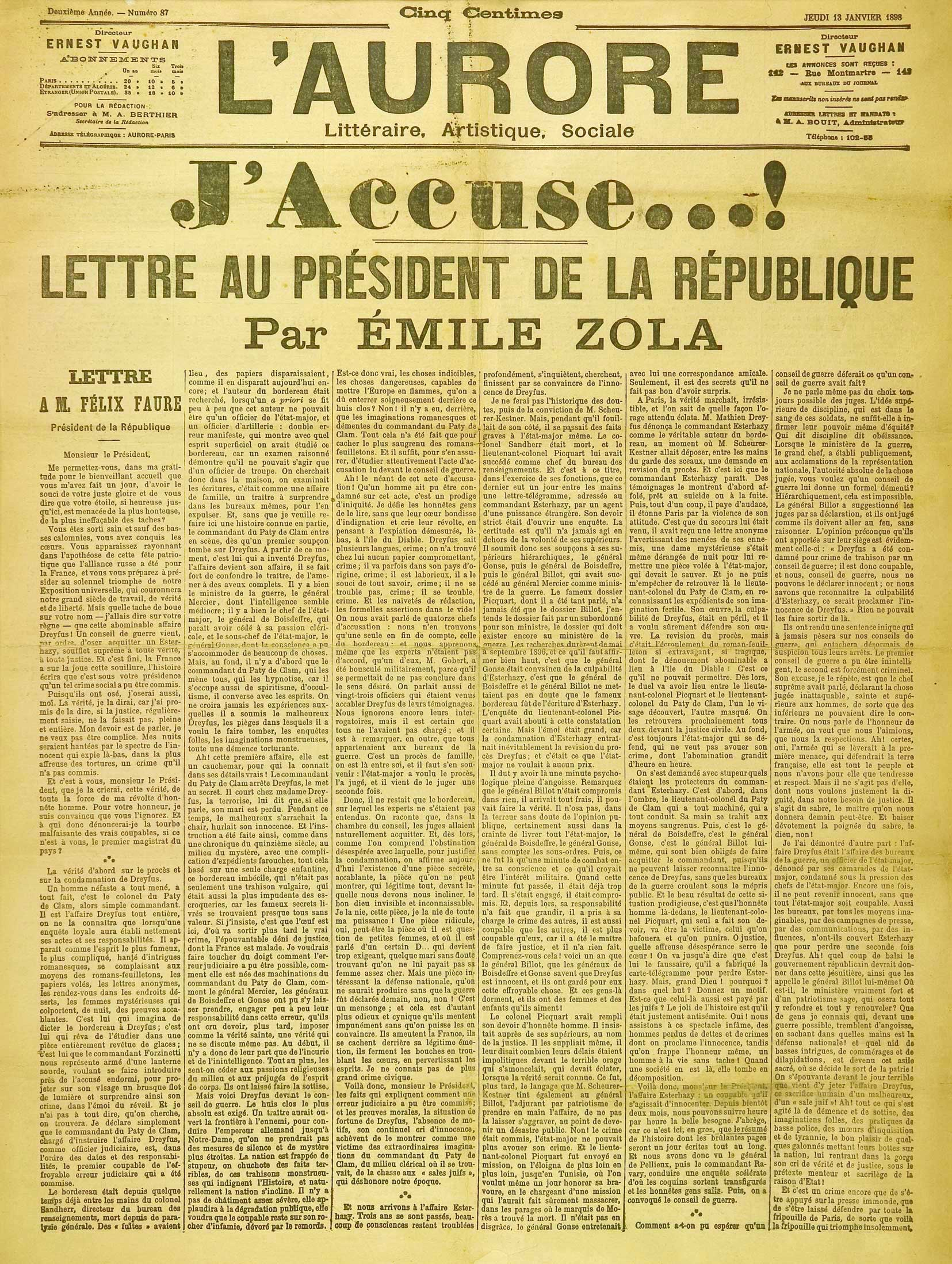
1898: Titelseite der L’Aurore

- 1898: Der französische Autor Émile Zola veröffentlicht seinen offenen Brief J’accuse…! (Ich klage an…!) zur Dreyfus-Affäre an den französischen Staatspräsidenten Félix Faure. Der Artikel führt zur Wiederaufnahme des Verfahrens gegen Alfred Dreyfus und letztendlich zu seiner Rehabilitation, allerdings auch zu zahlreichen Schikanen gegen Zola selbst, unter anderem einer Anklage wegen „Diffamierung“.
- 1920: Gegen die geplante Verabschiedung des Betriebsrätegesetzes rufen USPD und KPD zur Demonstration vor dem Berliner Reichstagsgebäude auf. Sicherheitskräfte eröffnen das Feuer auf die Menschenmenge. 42 Kundgebungsteilnehmer sterben, 105 werden verletzt.
- 1935: In der Volksabstimmung im Saargebiet entscheiden sich 90,7 Prozent der Teilnehmenden für die Wiedereingliederung des Saargebiets in das Deutsche Reich. Vor der Abstimmung wird vermutlich erstmals auch der Spruch Heim ins Reich verwendet.
- 1943: Mit der Einnahme der Oase Adiri beginnt der Vormarsch der Forces françaises libres auf Tripolis.

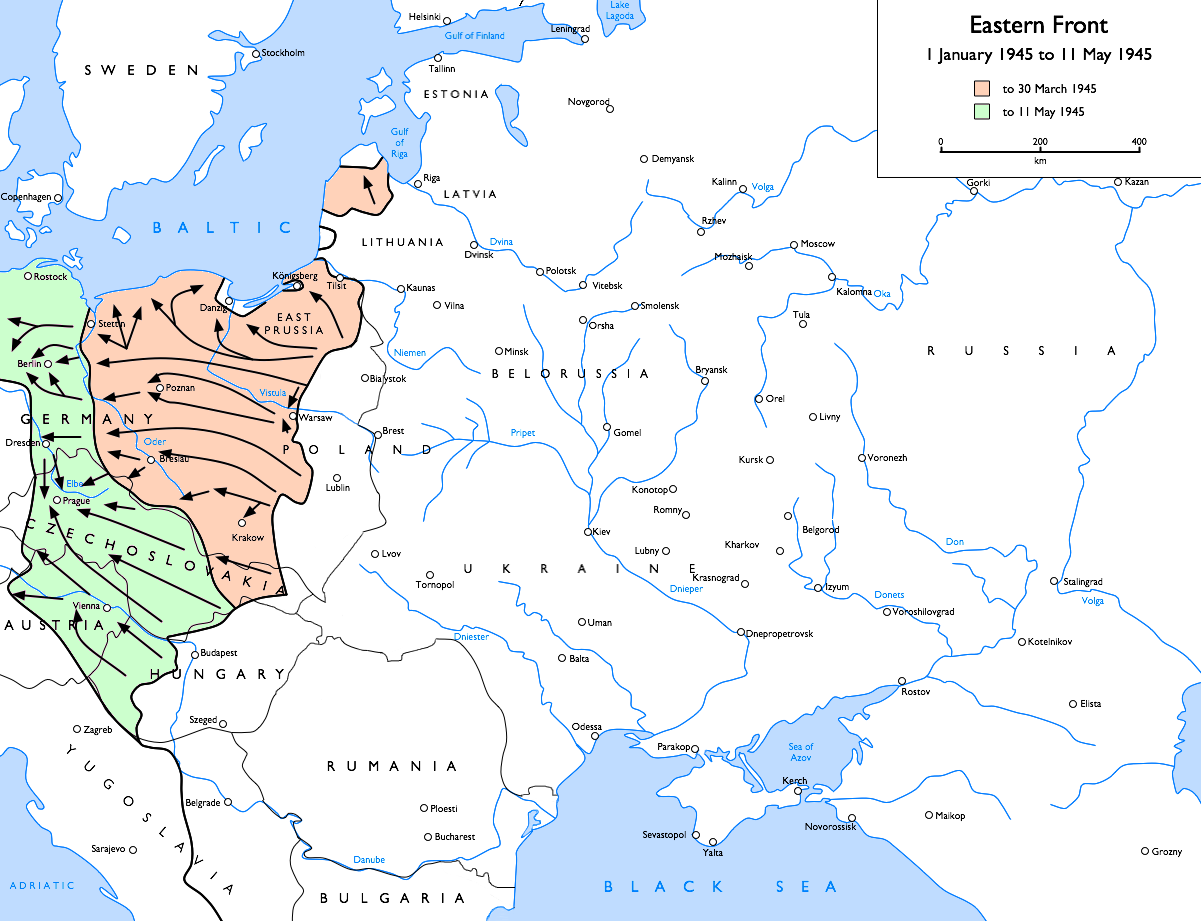
Ostfront zu Beginn 1945

- 1945: Mit dem Angriff auf Königsberg durch die 3. Weißrussische Front der Roten Armee beginnt die bis zum 25. April dauernde Schlacht um Ostpreußen im Zweiten Weltkrieg.
- 1945: Ein schwerer Luftangriff der britischen Royal Air Force mit 274 Flugzeugen richtet sich gegen Saarbrücken.
- 1953: Sogenannte Ärzteverschwörung: In einem Artikel der Prawda werden einige der angesehensten und bekanntesten Ärzte der Sowjetunion (viele davon Juden) beschuldigt, an einer Verschwörung zur Ermordung der obersten sowjetischen Politik- und Militärführung beteiligt zu sein.
- 1963: Der erste Staatspräsident von Togo, Sylvanus Olympio, wird von Putschisten unter der Führung von Gnassingbé Eyadéma und Emmanuel Bodjollé ermordet. Nicolas Grunitzky wird als neuer Staatschef von Togo eingesetzt.
- 1967: In Togo putscht Gnassingbé Eyadéma erneut. Staatspräsident Nicolas Grunitzky muss ins Ausland fliehen. Gnassingbé Eyadéma übernimmt seine Aufgaben.
- 1972: Nach einer drastischen Abwertung der ghanaischen Währung Cedi führt Oberst Ignatius Kutu Acheampong einen unblutigen Putsch gegen Präsident Edward Akufo-Addo und Premierminister Kofi Abrefa Busia durch und übernimmt die Staatsführung in Ghana.
- 1980: Auf ihrer Bundesversammlung in Karlsruhe wird von linken und ökologischen Gruppen die deutsche Bundespartei Die Grünen gegründet.
- 1986: Im Südjemen bricht ein Bürgerkrieg aus, als Präsident Ali Nasir Muhammad dem Politbüro des Landes fernbleibt und seine Leibwächter den Vizepräsidenten und vier weitere Politbüromitglieder töten.
- 1990: Douglas Wilder wird Gouverneur von Virginia und damit der erste gewählte afroamerikanische Gouverneur in einem US-Bundesstaat.

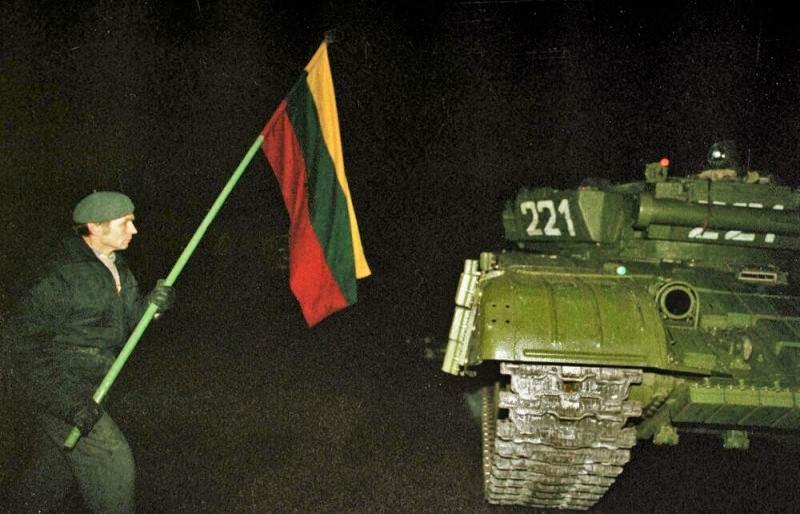
1991: Sowjetische Panzer in Vilnius

- 1991: In der Nacht vom 12. zum 13. Januar 1991 besetzen sowjetische OMON-Truppen den Fernsehturm in Vilnius, Litauen, das Gebäude des Komitees für Radio und Fernsehen. Bei dem letztlich erfolglosen Putschversuch werden insgesamt 14 Menschen getötet und über 1000 verletzt, die Ereignisse gehen als Januarereignisse in Litauen 1991 in die Geschichte ein.
- 1991: Lothar Späth (CDU), seit 1978 Ministerpräsident Baden-Württembergs, gibt im Zuge der Traumschiff-Affäre seinen Rücktritt bekannt.
- 1993: Der ehemalige Staats- und Parteichef in der Deutschen Demokratischen Republik Erich Honecker und seine Frau Margot gehen ins Exil nach Chile.
- 1993: In Paris beginnt die Unterzeichnung der Chemiewaffenkonvention.
- 2018: Die 1967 gegründete offizielle Jugendorganisation der rechtsextremen NPD, Junge Nationaldemokraten, benennt sich in Junge Nationalisten um.

### Wirtschaft
- 1598: Der Londoner Stalhof der Hanse wird auf Weisung der Königin Elisabeth I. geschlossen und alle Ware beschlagnahmt. Sie reagiert damit auf die Schließung der Stader Niederlassung der Merchant Adventurers durch Kaiser Rudolf II.
- 1942: Der Automobilbauer Henry Ford erhält ein US-Patent auf eine Autochassis-Konstruktion, die er im Fahrgestell des Soybean Cars schon verwirklicht hat.
- 1957: Die Firma Wham-O produziert die von Walter Frederic Morrison entwickelten Pluto-Platten, die später unter dem Namen Frisbee-Scheiben bekannt werden.
- 1977: Ein Großunfall im Reaktorblock A des Kernkraftwerks Gundremmingen führt zum Totalschaden des Kernreaktors. Es ist in Deutschland der erste und bisher einzige Großunfall eines Kernkraftwerks mit Totalschaden. Im Jahr 1983 beginnt der Rückbau des Reaktorblocks.

### Wissenschaft und Technik
- 1902: Im Roten Rathaus in Berlin entsteht die erste Volkshochschule im Deutschen Reich.

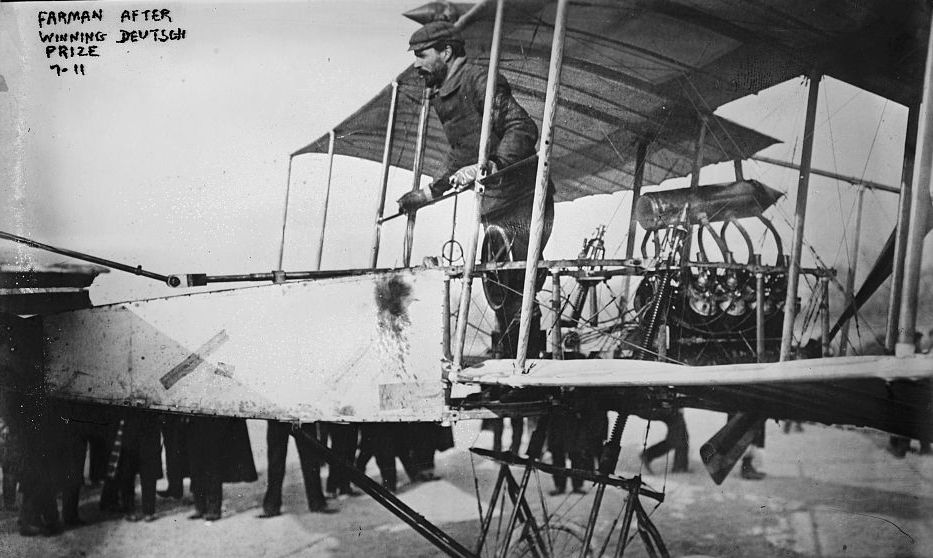
1908: Henri Farman nach dem Flug

- 1908: Dem Franzosen Henri Farman gelingt mit seinem Doppeldecker der erste Motorflug über eine Distanz von mehr als einem Kilometer. Er erhält dafür den Grand Prix d’Aviation.
- 1908: In einem wissenschaftlichen Fachvortrag in Stuttgart unter dem Titel Über den Nachweis der Vererbung beim Menschen formuliert der Arzt und Vererbungsforscher Wilhelm Weinberg das später nach ihm und dem Mathematiker Godfrey Hardy benannte Hardy-Weinberg-Gleichgewicht der Populationsgenetik.
- 1910: Aus der Metropolitan Opera in New York City gibt es die erste Opernübertragung in der Geschichte des Hörfunks, bei der auch Enrico Carusos Stimme ertönt.
- 1930: Bei der British Australian and New Zealand Antarctic Research Expedition unter Sir Douglas Mawson wird eine Gruppe von zehn kleinen Inseln entdeckt, die den Namen Aagaard Islands erhält.
- 1943: Der deutsche Versuchspilot Rudolf Schenk katapultiert sich als erster Mensch mit einem Schleudersitz aus einer Heinkel He 280.

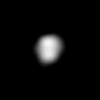
1986: Der Uranus-Mond Belinda

- 1986: Auf Voyager 2-Aufnahmen werden mit Desdemona, Rosalind und Belinda drei weitere Monde des Uranus entdeckt.

### Kultur
- 1668: Die Uraufführung der Komödie Amphitryon von Molière findet mit großem Erfolg im Palais Royal in Paris statt. Das Stück ist zum großen Teil eine Bearbeitung des Amphitruo von Plautus.
- 1775: Das Dramma giocoso La finta giardiniera (Die Gärtnerin aus Liebe) von Wolfgang Amadeus Mozart hat seine Uraufführung in München.

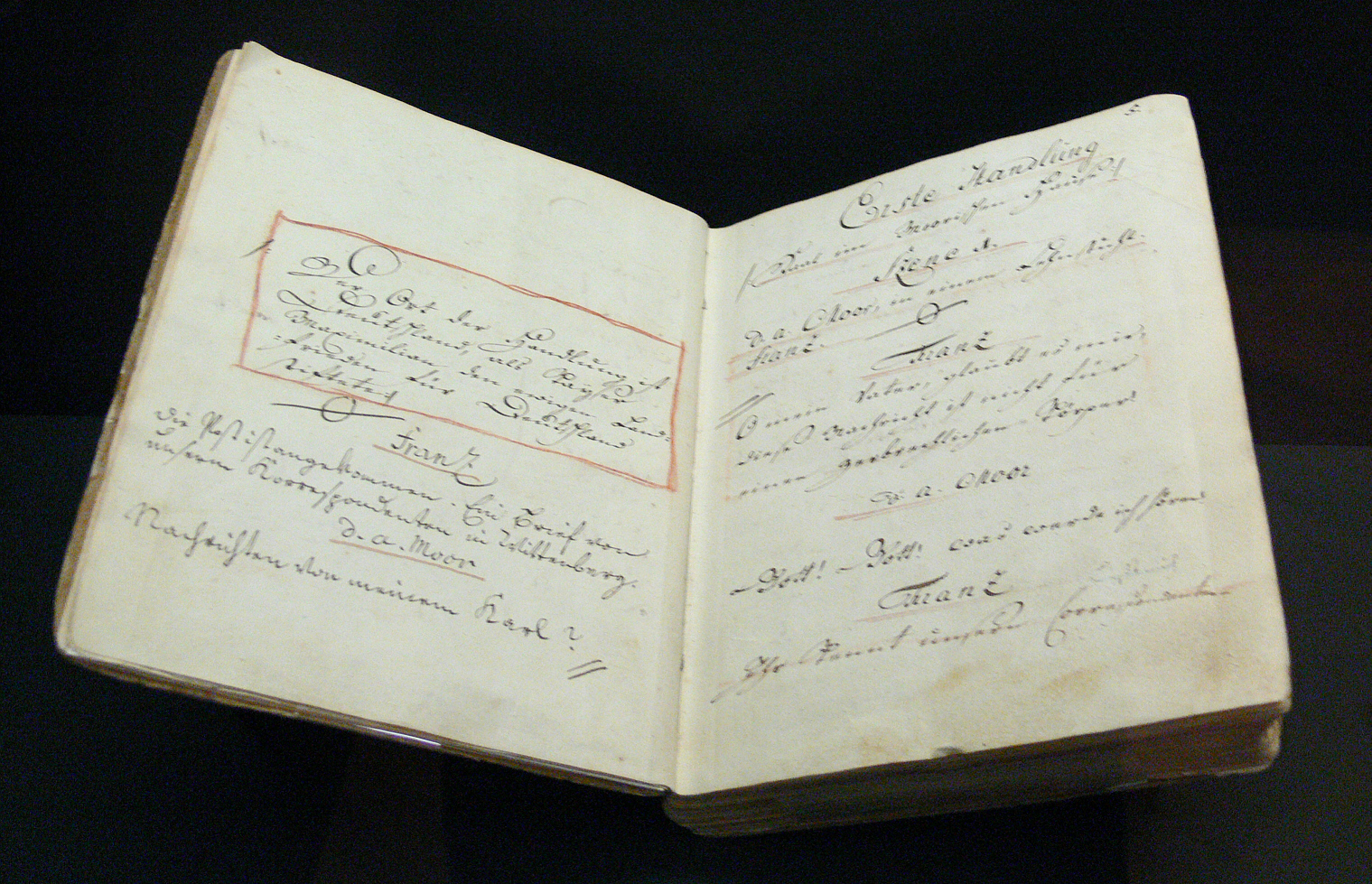
1782: Soufflierbuch der Uraufführung der Räuber

- 1782: Am Nationaltheater Mannheim erfolgt die Uraufführung von Friedrich Schillers Sturm-und-Drang-Drama Die Räuber unter der Regie von Wolfgang Heribert von Dalberg. Da der Hauptdarsteller August Wilhelm Iffland in zeitgenössischer Kleidung auftritt, kommt es zu einem Skandal wegen der unverblümten Kritik an der Feudalherrschaft.
- 1834: Die Erstfassung der Oper Das Nachtlager in Granada von Conradin Kreutzer mit gesprochenen Dialogen wird am Theater in der Josefstadt in Wien uraufgeführt. Das Libretto stammt von Karl Johann Braun von Braunthal nach dem Schauspiel Das Nachtlager von Granada von Johann Friedrich Kind.

1911: Die Ratten, Verlagseinband des Erstdrucks

- 1911: Am Berliner Lessingtheater wird die Tragikomödie Die Ratten von Gerhart Hauptmann uraufgeführt.
- 1945: In Moskau erfolgt die Uraufführung der patriotisch-heroischen 5. Sinfonie von Sergei Sergejewitsch Prokofjew.
- 1952: In Nürnberg wird die komische Oper Die schlaue Susanne von Franz Xaver Lehner uraufgeführt.
- 1968: Johnny Cash nimmt im Folsom State Prison in Kalifornien gemeinsam mit June Carter und den Tennessee Three sein erstes Live-Album in einem Gefängnis auf. At Folsom Prison wird eines der erfolgreichsten Alben aller Zeiten.

### Gesellschaft
- 1911: Ein arbeitslos gewordener Marinekoch sticht im Amsterdamer Rijksmuseum auf Rembrandts Gemälde Die Nachtwache mit einem Messer ein.
- 2004: Helmut Kohl erhält den Internationalen Adalbertpreis.

### Religion
- 1129: Beim Konzil von Troyes wird die Unabhängigkeit des Templerordens anerkannt.

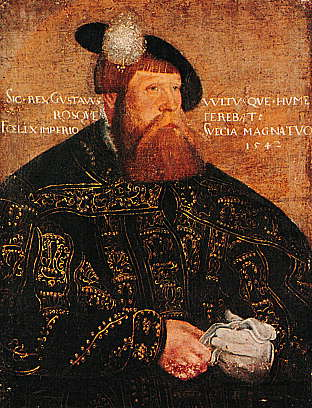
1544: Gustav I. Wasa

- 1544: Auf dem zweiten Reichstag von Västerås wird bekanntgegeben, dass Schwedens König Gustav I. Wasa und die Stände dem evangelischen Glauben anhängen.
- 1568: Der siebenbürgische Landtag unter König Johann Sigismund erlässt das Edikt von Torda, das Katholiken, Lutheraner, Reformierte und Unitarier gleichstellt.
- 1841: Die Aufhebung aller Klöster im Schweizer Kanton Aargau führt zum Aargauer Klosterstreit.
- 1902: Mit seiner in einem Vortrag vor der Deutschen Orient-Gesellschaft geäußerten These, die jüdische Religion und das Alte Testament fußten auf babylonischen Wurzeln, löst der Assyriologe Friedrich Delitzsch den Babel-Bibel-Streit aus.
- 1964: Karol Józef Wojtyła wird zum Erzbischof von Krakau geweiht.
- 1992: Der 9. Jebtsundamba Khutukhtu, dessen Identität der Dalai Lama über 50 Jahre geheim hielt, wird in Dharamsala symbolisch inthronisiert.

### Katastrophen

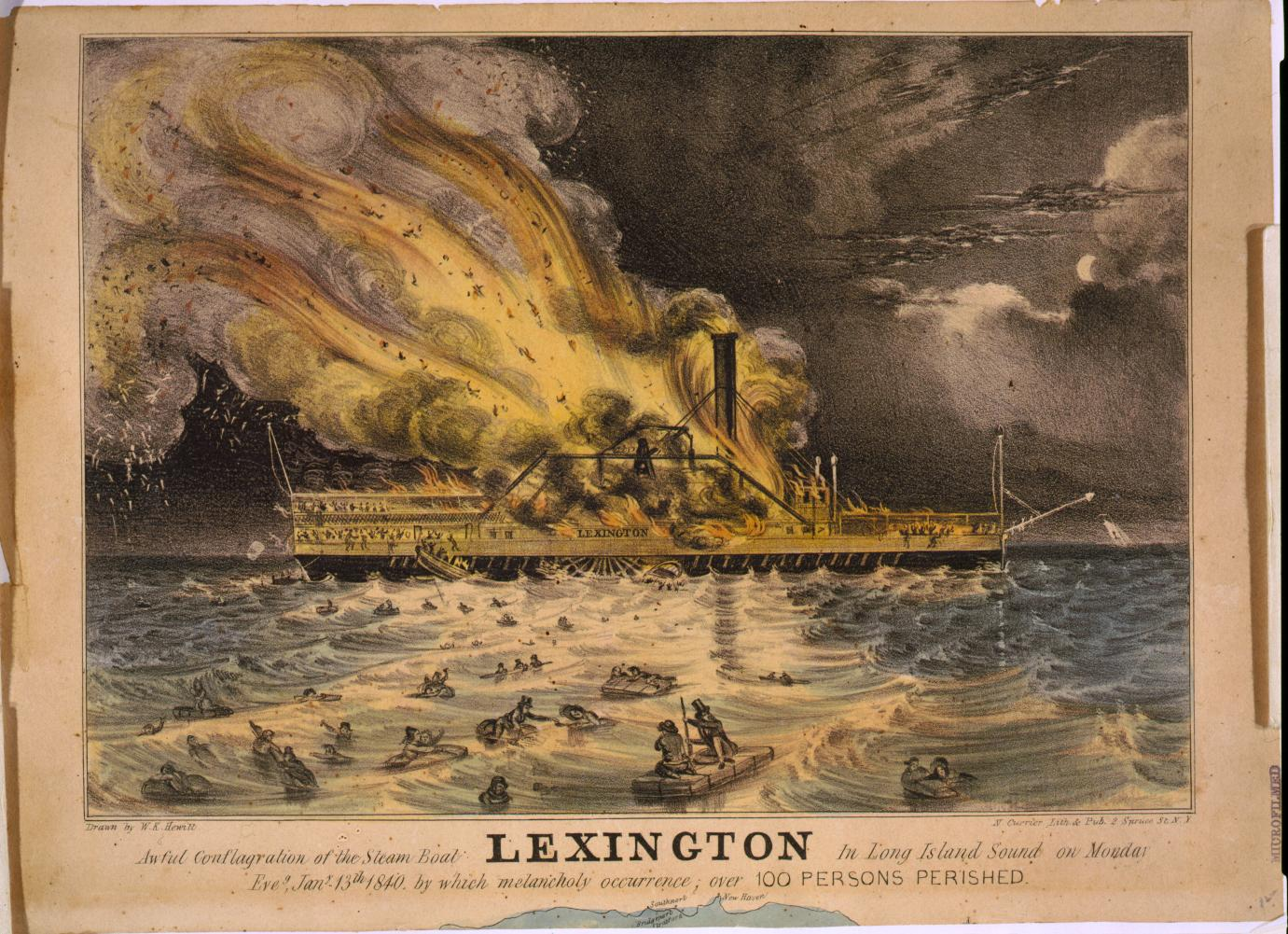
1840: Der Brand der Lexington

- 1840: Wegen schwerwiegender Konstruktionsfehler bricht auf dem Schaufelraddampfer Lexington, der sich auf dem Weg von Manhattan nach Stonington in Connecticut befindet, ein Feuer aus, woraufhin dieser steuerlos auf dem East River treibt. Von den 143 Personen an Bord überleben nur vier.
- 1915: Ein Erdbeben der Stärke 7,5 in Avezzano, Italien fordert über 30.000 Todesopfer.
- 1917: Bei einem der schwersten Eisenbahnunfälle weltweit entgleist ein mit verwundeten russischen Soldaten und Flüchtlingen überfüllter Zug im Bahnhof der rumänischen Ortschaft Ciurea. Der Unfall fordert zwischen 600 und 1000 Todesopfer.
- 1985: Bei der äthiopischen Stadt Awash stürzt ein Personenzug von einer Brücke. Mindestens 392 Menschen sterben, etwa 370 werden verletzt.
- 2001: Bei einem Erdbeben der Stärke 7,7 in El Salvador kommen 944 Menschen ums Leben.
- 2011: Auf dem Rhein bei St. Goarshausen kentert der mit Schwefelsäure beladene Tanker Waldhof, wobei zwei der vier Besatzungsmitglieder ums Leben kommen. Durch die mehr als zwei Wochen dauernde Sperrung des Flusses stauen sich etwa 400 Schiffe auf, was einigen Eignern die Existenz kostet.

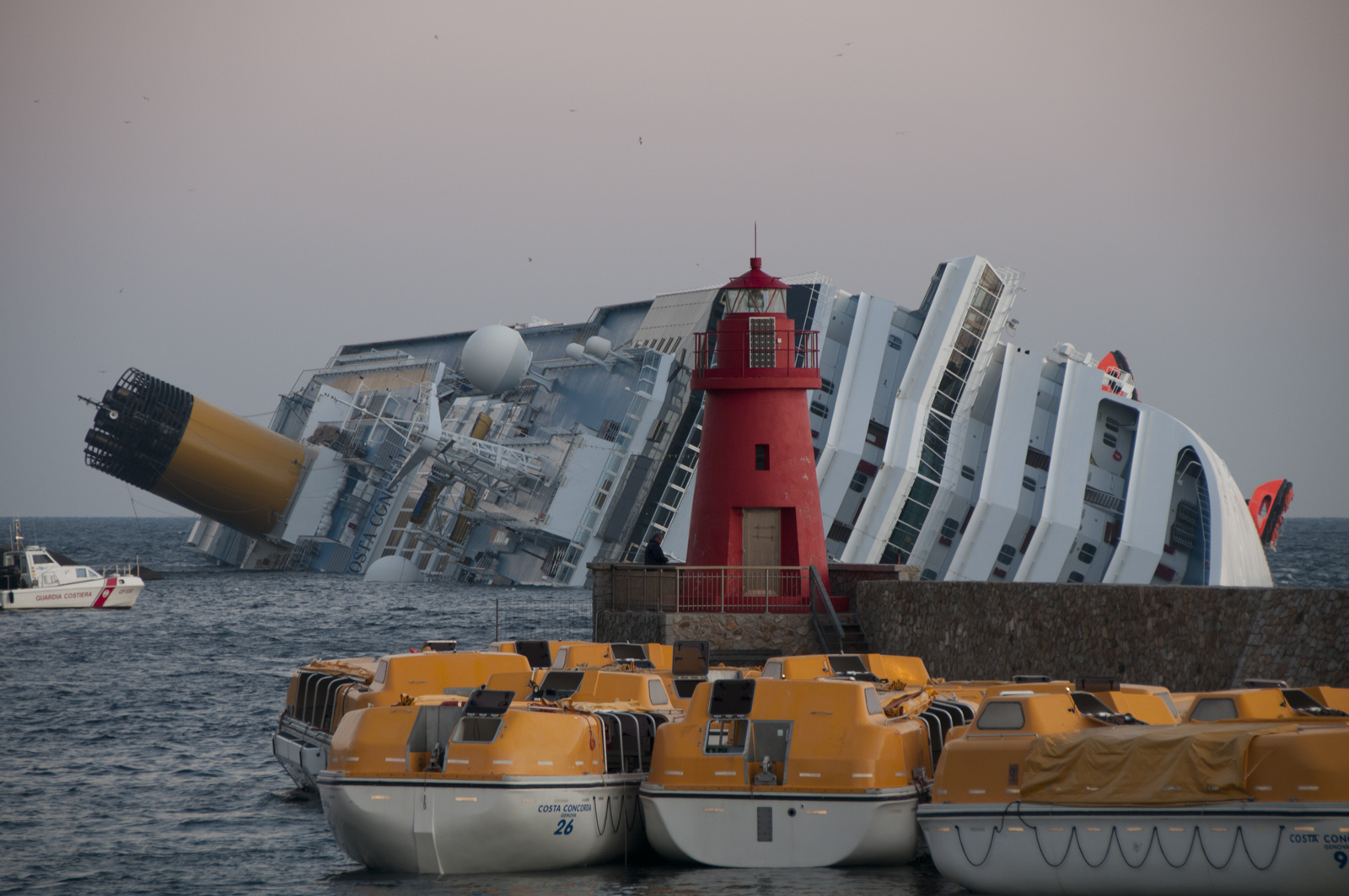
2012: Die gekenterte Costa Concordia

- 2012: Das Kreuzfahrtschiff Costa Concordia der Reederei Costa Crociere unter dem Kommando von Kapitän Francesco Schettino läuft in der Nähe der Insel Giglio auf Grund und kentert.

Kleinere Unglücksfälle sind in den Unterartikeln von Katastrophe und in der Liste von Katastrophen aufgeführt.

### Sport
- 1995: Die dänische Fußballnationalmannschaft gewinnt mit einem 2:0-Sieg gegen Argentinien die zweite Ausgabe des König-Fahd-Pokals – dem Vorläufer des erstmals 1997 ausgetragenen FIFA-Konföderationen-Pokals.
- 1979: Der Fótbóltssamband Føroya wird gegründet.

Das Logo der Jugend-Winterspiele

- 2012: Die 1. Olympischen Jugend-Winterspiele werden in Innsbruck durch den österreichischen Bundespräsidenten Heinz Fischer eröffnet.

Einträge von Leichtathletik-Weltrekorden befinden sich unter der jeweiligen Disziplin unter Leichtathletik.

## Geboren

### Vor dem 18. Jahrhundert
- 1334: Heinrich II., König von Kastilien und León
- 1381: Colette von Corbie, französische Äbtissin der Klarissinnen, katholische Heilige
- 1400: Johann von Portugal, Herzog von Avero
- 1403: Ulrich II. von Rosenberg, Herr von Rosenberg und Statthalter in Böhmen
- 1406: Matteo Palmieri, italienischer Humanist
- 1484: Gottfried Werner von Zimmern, deutscher Adeliger
- 1502: Anton Lauterbach, lutherischer Theologe, Superintendent in Pirna

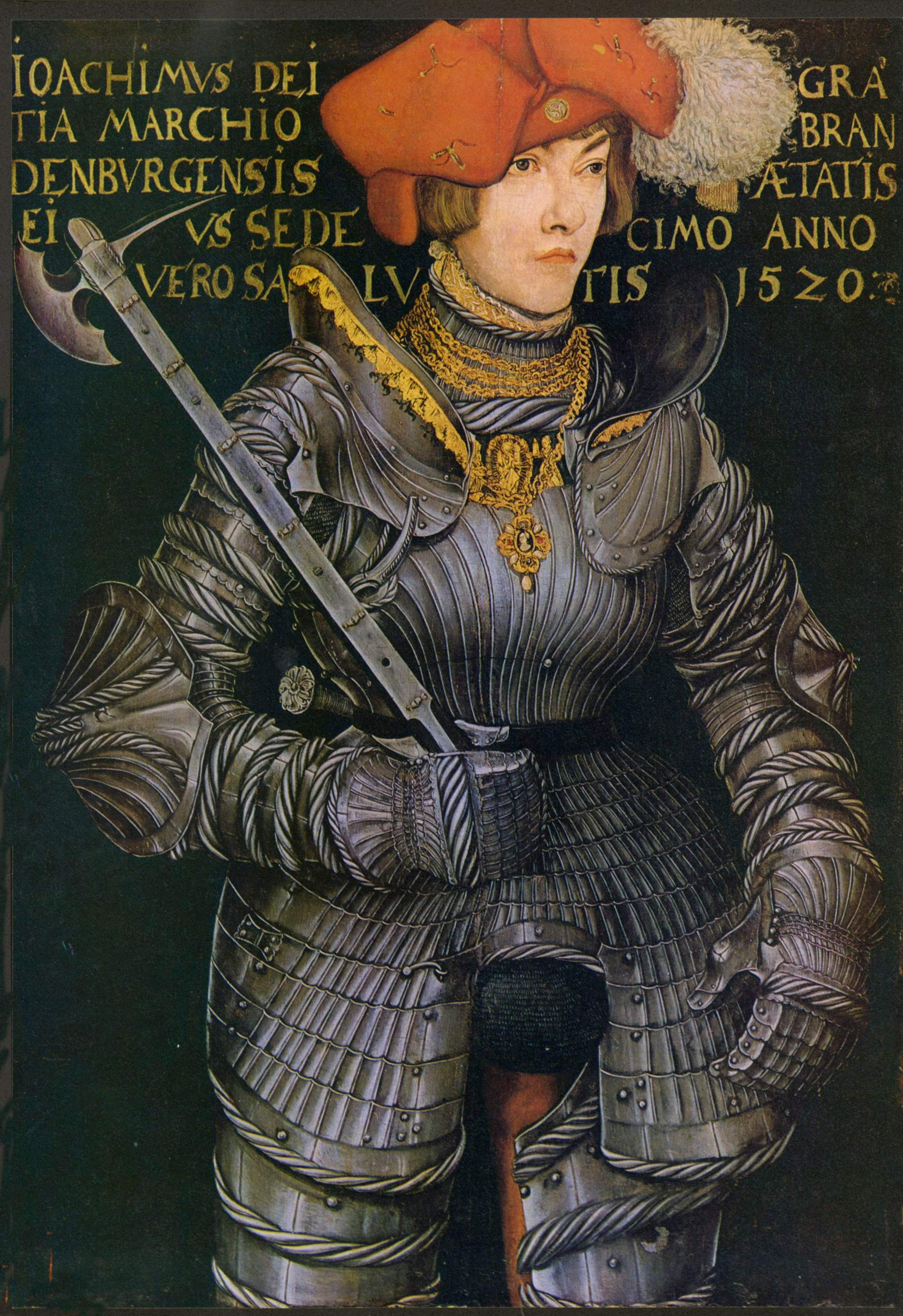
Joachim II. (* 1505)

- 1505: Joachim II., Kurfürst von Brandenburg
- 1516: Adriaen Pauw, niederländischer Kaufmann und Politiker
- 1517: Bohuslav Felix von Lobkowitz und Hassenstein, böhmischer Ständepolitiker
- 1566: Maria von Braunschweig-Wolfenbüttel, Herzogin von Sachsen-Lauenburg
- 1571: Carlo Antonio Procaccini, italienischer Maler
- 1596: Jan van Goyen, holländischer Landschaftsmaler
- 1610: Maria Anna von Österreich, Erzherzogin von Österreich
- 1628: Frans Burman, niederländischer reformierter Theologe
- 1635: Philipp Jacob Spener, deutscher evangelischer Theologe
- 1645: Jakob Dietlof von Arnim, kurbrandenburger Obrist, Generalmajor und Hauptmann
- 1659: Johann Arnold Nering, Kurfürstlich-Brandenburgischer Baumeister
- 1662: Johann Christian Adami der Ältere, deutscher Theologe und Kirchenlieddichter
- 1672: Lucia Filippini, italienische Gründerin der Schwesternkongregation Maestre Pie Filippini

### 18. Jahrhundert
- 1703: Elias Dollhopf, böhmischer Maler des Barock
- 1714: Diane-Adélaïde de Mailly-Nesle, französische Adelige und Mätresse Ludwigs XV.
- 1714: Christian Friedrich Polz, deutscher Logiker und evangelischer Theologe
- 1726: Simon Louis du Ry, deutscher Architekt
- 1731: Carl von Gontard, deutscher Architekt
- 1734: Luka Sorkočević, kroatischer Diplomat und Komponist
- 1737: Joseph Hilarius Eckhel, österreichischer Jesuit und Numismatiker
- 1742: Franz Anton Donat Heußlein von Eußenheim, fränkischer Obristlieutenant und Hochfürstlich-Würzburgischer Kammerherr
- 1745: Gottlieb Ludolph Krehl, deutscher evangelischer Geistlicher
- 1748: François Étienne de Rosily-Mesros, französischer Admiral
- 1749: Maler Müller, deutscher Maler, Kupferstecher und Dichter
- 1752: Eleonora Fonseca Pimentel, portugiesische italienischsprachige Dichterin
- 1753: Johann Christian Stark der Ältere, deutscher Mediziner
- 1762: Johann Gottfried Hagemeister, deutscher Schauspieler, Dichter, Publizist und Lehrer

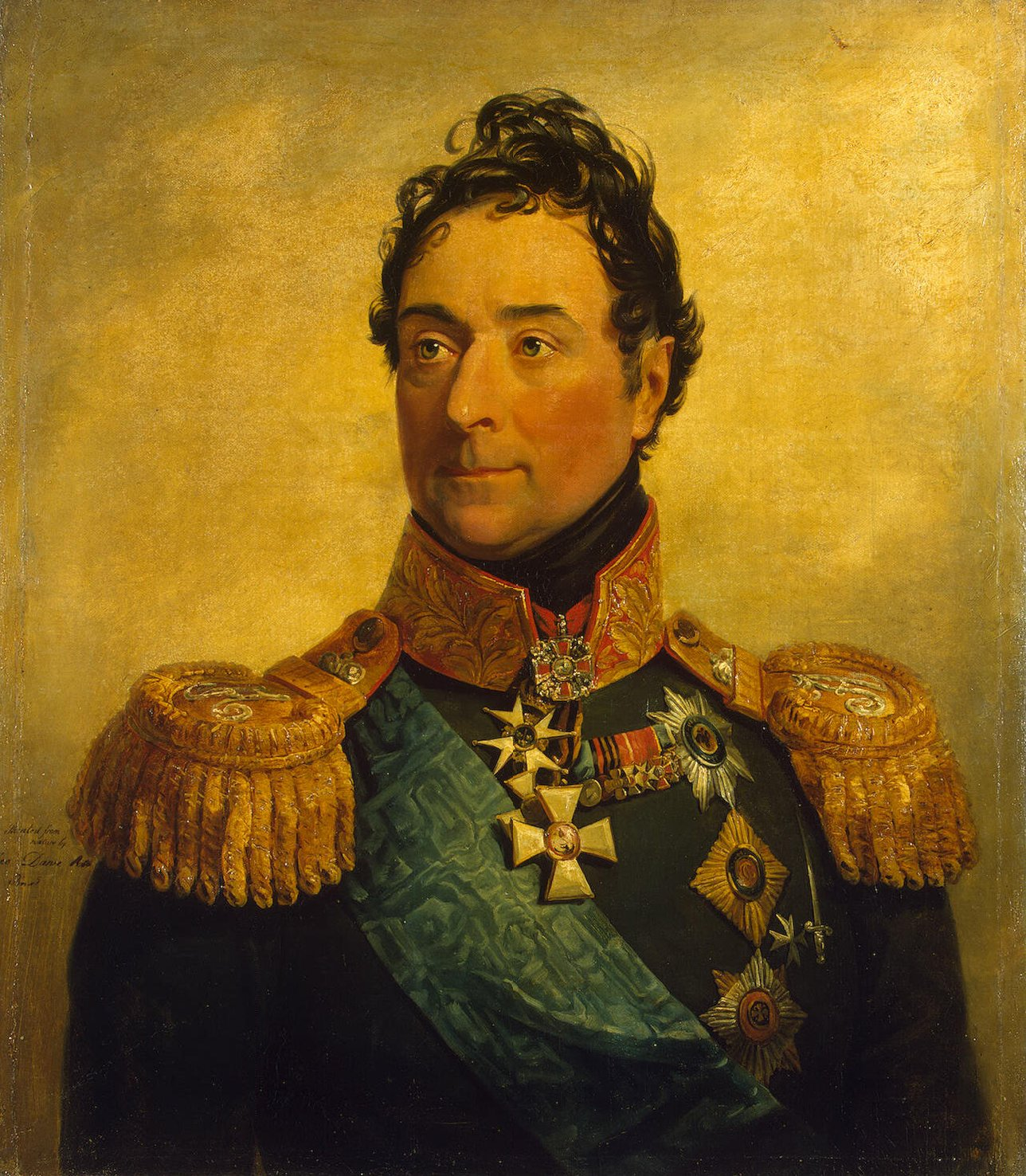
Alexandre Andrault de Langeron (* 1763)

- 1763: Alexandre Andrault de Langeron, russischer General, Gouverneur der Krim und Generalgouverneur von Neurussland
- 1764: Johann Marcus David, deutscher Maler
- 1765: Anton Heinrich Dammert, deutscher Wasserbauingenieur
- 1767: Samuel Friedrich Lüthardt, Schweizer Politiker und Jurist
- 1770: Carl Friedrich Wilhelm Gottlob von Bibra, deutscher Landwirt und Politiker
- 1774: Anton Dreyssig, deutscher Musiker
- 1778: Johann Gotthelf Richter, deutscher Jurist
- 1779: William Badger, US-amerikanischer Politiker, Gouverneur von New Hampshire
- 1780: Vinzenz Adelmann, deutscher Mediziner
- 1780: Pierre-Jean Robiquet, französischer Chemiker
- 1785: Ernst Carl von Ahlefeldt, deutscher Adliger, Landrat, Herr der Güter Oehe und Rögen
- 1786: Philippe Jacques van Bree, belgischer Maler, Bildhauer und Architekt
- 1787: Julius Constantijn Rijk, niederländischer und Gouverneur von Suriname
- 1789: Ignacy Hilary Ledóchowski, polnischer General und Kommandant der Festung Modlin
- 1791: Leonz Gugger, Schweizer Politiker
- 1792: Friedrich von Schmauß, bayerischer Festungsbaumeister

### 19. Jahrhundert

#### 1801–1850
- 1802: Eduard von Bauernfeld, österreichischer Lustspieldichter
- 1803: Friedrich Beckmann, deutscher Komiker

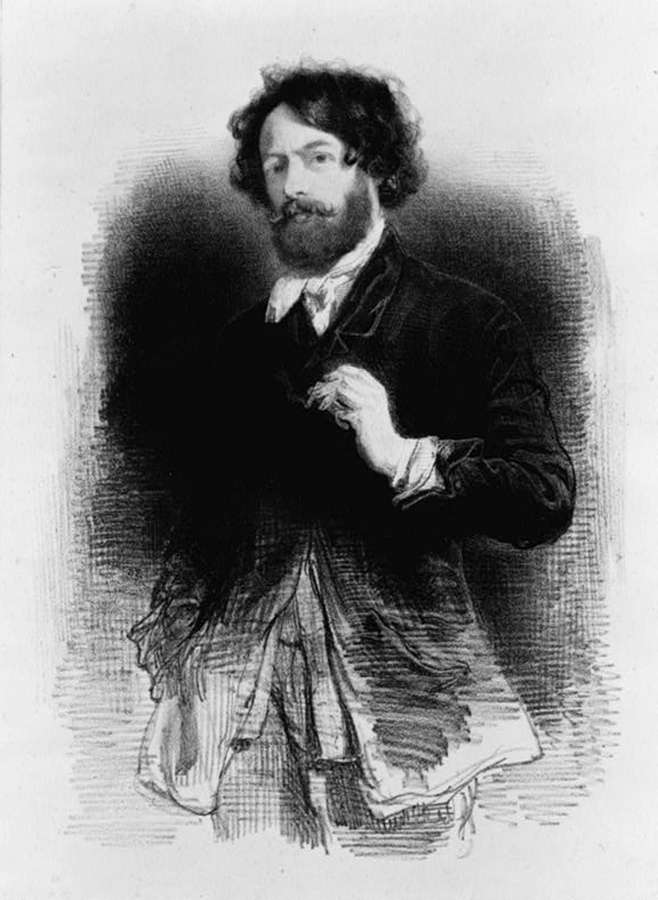
Paul Gavarni (* 1804)

- 1804: Paul Gavarni, französischer Lithograph
- 1806: Michel Chevalier, französischer Ökonom und Freihändler
- 1806: Eugen Napoleon Neureuther, deutscher Maler
- 1807: Theodor Julius Hertel, deutscher Jurist und Bürgermeister
- 1808: Salmon P. Chase, US-amerikanischer Politiker und Jurist
- 1809: Friedrich Ferdinand von Beust, sächsischer und österreichischer Politiker
- 1810: Thomas Arbousset, französischer Missionar

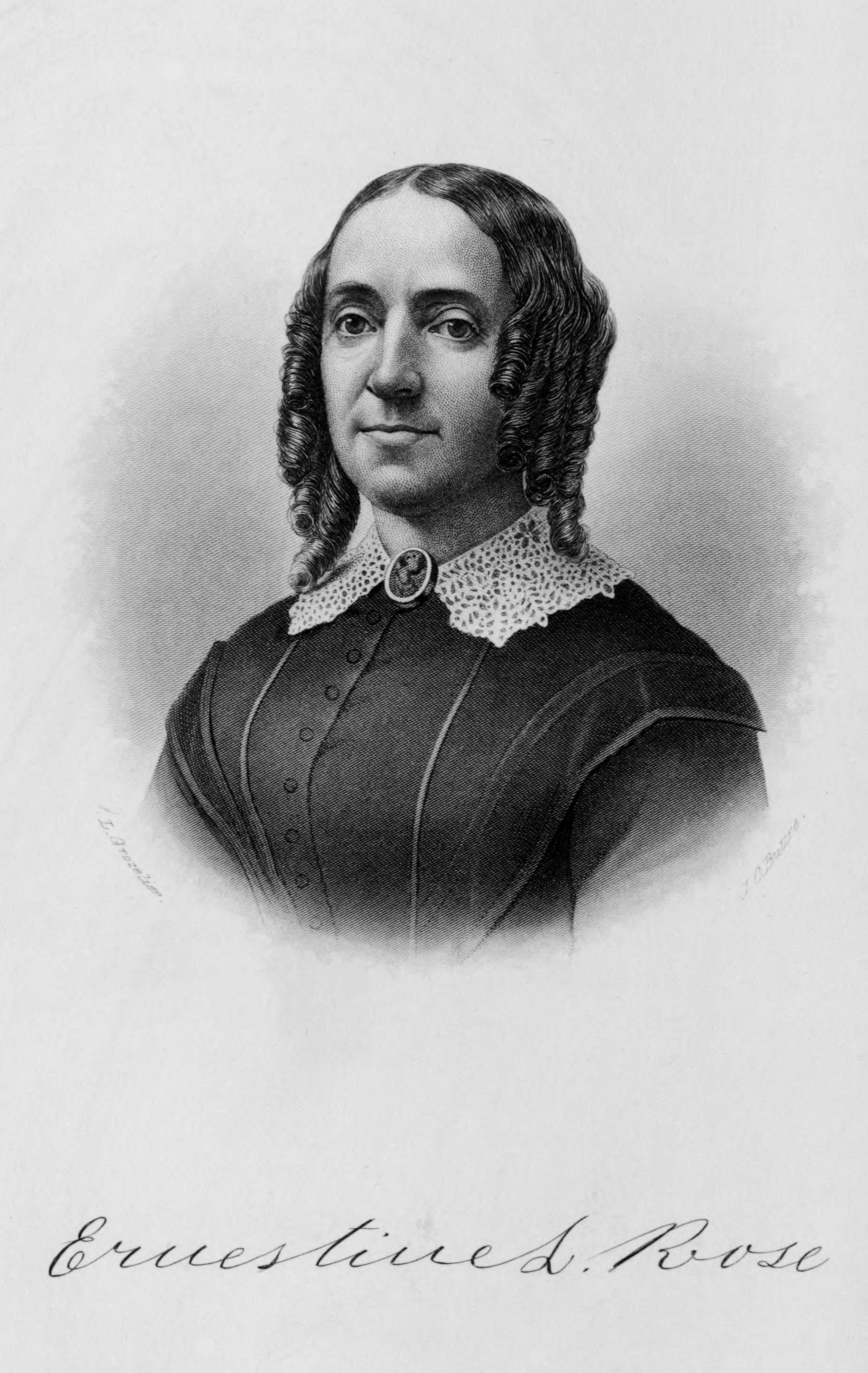
Ernestine Rose, (* 1810)

- 1810: Ernestine Rose, polnisch-US-amerikanische Frauenrechtlerin und Abolitionistin
- 1810: Eduard von Lutz, bayerischer Generalleutnant und Kriegsminister
- 1812: Victor de Laprade, französischer Dichter

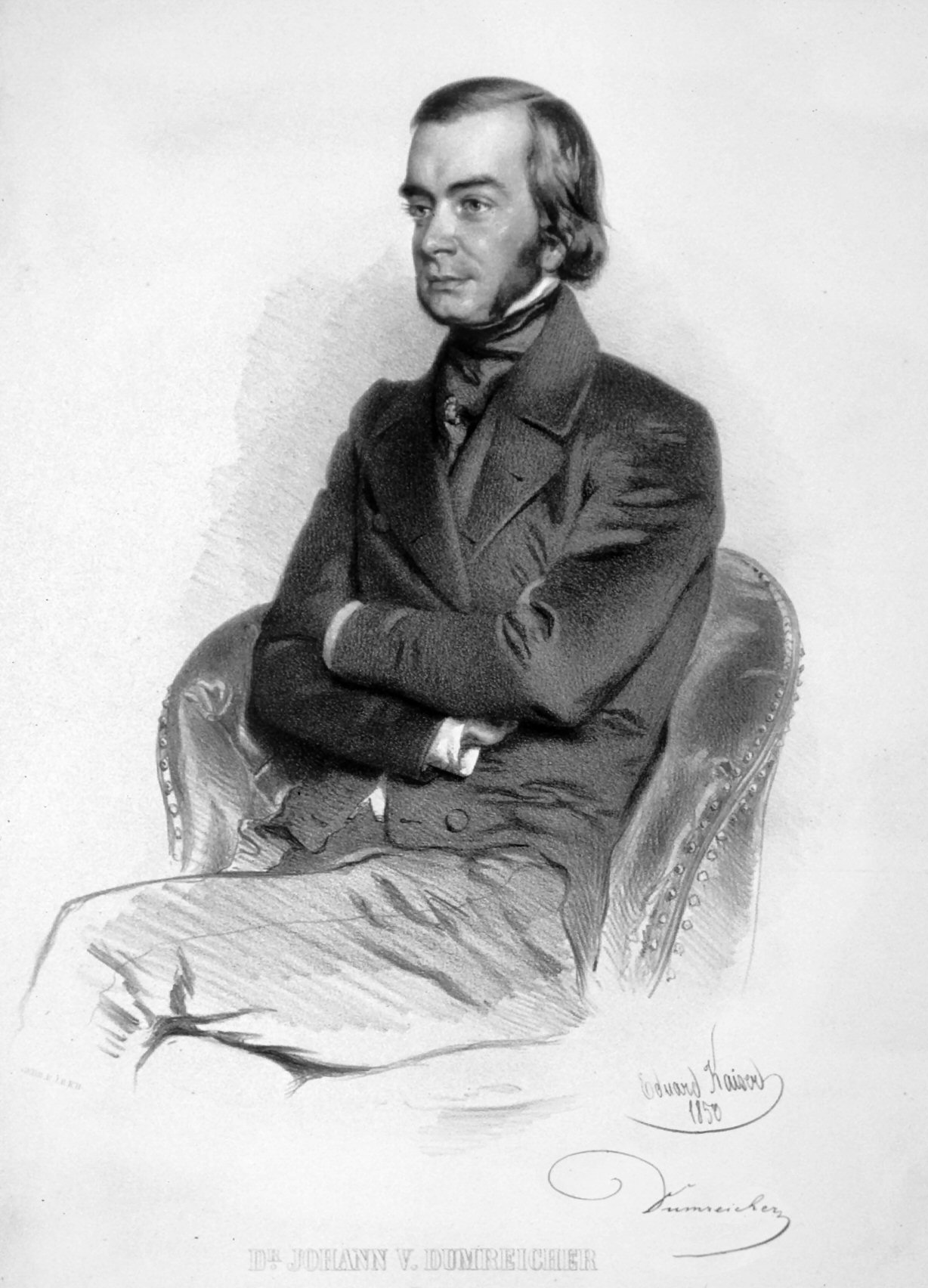
Johann von Dumreicher (* 1815)

- 1815: Johann von Dumreicher, österreichischer Arzt und Chirurg
- 1815: Ernst Elias Niebergall, deutscher Schriftsteller
- 1815: Rosine Stoltz, französische Opernsängerin
- 1819: Carl von Diebitsch, preußischer Architekt
- 1819: Franz Hettinger, römisch-katholischer Priester und Professor
- 1820: Leopold Hoesch, deutscher Unternehmer
- 1826: Géraud-Marie Soubrier, französischer Geistlicher und römisch-katholischer Bischof von Oran
- 1832: Horatio Alger, US-amerikanischer Autor
- 1834: John Gilbert Baker, britischer Botaniker, Taxonom und Ökologe
- 1836: Giuseppe Abbati, italienischer Maler
- 1836: Marie Jeanneret, Schweizer Serienmörderin
- 1837: Hugo von Strauß und Torney, preußischer Landrat, Polizei- und Senatspräsident
- 1838: Ernst Christian Achelis, deutscher evangelischer Theologe
- 1838: Joseph Higgins, römisch-katholischer Bischof
- 1839: Edmund Abesser, deutscher Musikpädagoge, Komponist und Pianist
- 1840ː Hermine Cziglér von Vecse-Cappilleri, ungarische, deutschsprachige Schriftstellerin
- 1840: Michael Haller, deutscher Kirchenmusiker und Komponist
- 1842: Heinrich Hofmann, deutscher Komponist
- 1843: Adrian Spamann, deutsch-lothringischer Orgelbauer
- 1843: David Ferrier, britischer Neurowissenschaftler
- 1843ː Marie Le Seur, deutsche Theaterschauspielerin
- 1844: Ernst Marno, österreichischer Afrikaforscher
- 1845: Karel Eichler, tschechischer Priester und Autor
- 1845: Félix Tisserand, französischer Mathematiker und Astronom
- 1848: Richard Eilenberg, deutscher Komponist
- 1848: Lilla Cabot Perry, US-amerikanische Malerin
- 1848: Franz von Soxhlet, deutscher Agrikulturchemiker
- 1848ː Marie von Rokitansky, österreichische Kochbuchautorin
- 1849: Alfhild Agrell, schwedische Schriftstellerin
- 1849: Erwin Bälz, deutscher Internist und Anthropologe, Leibarzt der Kaiserlichen Familie und Mitbegründer der modernen Medizin in Japan

#### 1851–1900
- 1851: Franz Friedrich Kohl, österreichischer Entomologe und Volksliedforscher
- 1853: Carola Bruch-Sinn, österreichische Schriftstellerin
- 1853: Joseph Salomonson, niederländischer Konsul, Unternehmer und Lebensreformer
- 1854: Leonhard Romeis, deutscher Architekt des Historismus

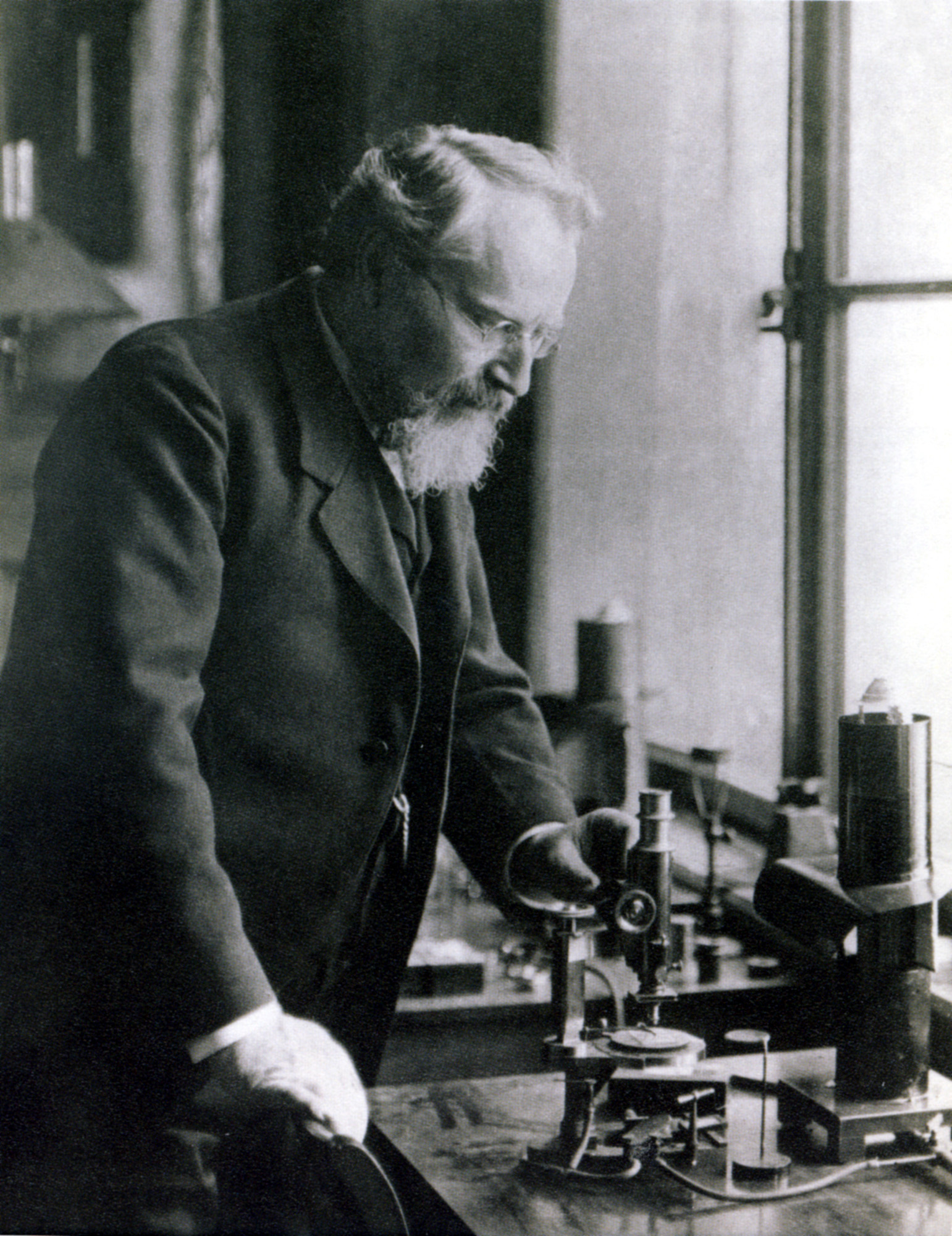
Otto Lehmann (* 1855)

- 1855: Otto Lehmann, deutscher Physiker, „Vater“ der Flüssigkristall-Forschung
- 1856: Rudolf Bullerjahn, deutscher Musiker, städtischer Musikdirektor in Göttingen
- 1857: Paul Ewald, deutscher evangelischer Theologe und Hochschullehrer
- 1857: Henry Thode, deutscher Kunsthistoriker
- 1858: Oskar Minkowski, deutscher Mediziner
- 1859: Karl Bleibtreu, deutscher Schriftsteller
- 1861: Max Nonne, deutscher Neurologe
- 1864: Josef Kerschensteiner, deutscher Maler

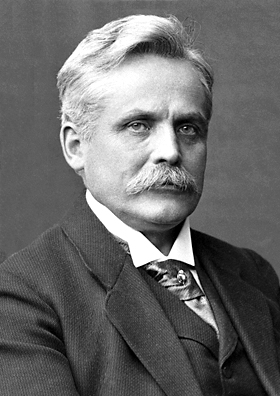
Wilhelm Wien (* 1864)

- 1864: Wilhelm Wien, deutscher Physiker, Nobelpreisträger
- 1865: Peter Bruckmann, deutscher Fabrikant
- 1866: Wassili Sergejewitsch Kalinnikow, russischer Komponist
- 1868: Julian Borchardt, deutscher Journalist und Politiker
- 1868: Julius Wieting, deutscher Chirurg
- 1869: Hugo Bremer, deutscher Industrieller und Erfinder des so genannten „Bremer Lichts“
- 1869: William J. Bulow, US-amerikanischer Politiker
- 1869: Ivo Ćipiko, serbischer Schriftsteller kroatischer Herkunft
- 1869: Emanuel Philibert von Savoyen-Aosta, 2. Herzog von Aosta, italienischer General
- 1870: Jędrzej Moraczewski, polnischer Politiker, Ministerpräsident
- 1870: Henryk Opieński, polnischer Komponist
- 1873: Walther Bensemann, deutscher Fußballpionier
- 1874: Jozef-Ernest Van Roey, belgischer Geistlicher, Erzbischof von Mechelen und Kardinal
- 1876: Karl Andres, deutscher Gutsbesitzer, Weinbaulobbyist und Politiker
- 1876: Georg Baesecke, deutscher Altgermanist
- 1876ː Margarete Beutler, deutsche Dichterin, Schriftstellerin und Übersetzerin
- 1896ː Grace Lane, britische Film- und Theaterschauspielerin

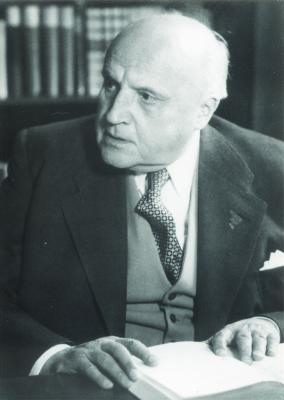
Erhard Schmidt (* 1876)

- 1876: Erhard Schmidt, deutscher Mathematiker
- 1878: Sydney Arnold, 1. Baron Arnold, britischer Politiker
- 1878: Geert Lotsij, niederländischer Ruderer
- 1880: Herbert Brenon, US-amerikanischer Regisseur, Drehbuchautor und Schauspieler
- 1881: Friedrich Knutzen, deutscher Politiker
- 1881: Sigvaldi Kaldalóns, isländischer Komponist und Arzt
- 1882: Darius Paul Dassault, französischer General, Mitglied der Résistance
- 1882: Alois Hitler jr., Halbbruder von Adolf Hitler
- 1883: Nate Cartmell, US-amerikanischer Leichtathlet
- 1883: Armand Dufaux, französisch-schweizerischer Luftfahrtpionier, Erfinder und Konstrukteur
- 1883: Friedrich Klinge, deutscher Politiker, MdB
- 1883: Franz Xaver Seppelt, deutscher Kirchenhistoriker
- 1883: Ludwig Strecker, deutscher Musikverleger

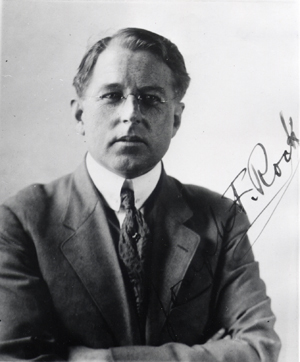
Joseph Rock (* 1884)

- 1884: Joseph Francis Rock, österreichisch-US-amerikanischer Forscher, Geograf, Sprachwissenschaftler und Botaniker
- 1885: Roger Boucher, französischer Organist und Komponist
- 1885ː Luise Meier, deutsche Hausfrau, die etwa 30 jüdische Mitbürger vor der Verfolgung bewahrte
- 1886: Art Ross, kanadischer Eishockeytrainer
- 1886: Sophie Tucker, US-amerikanische Komödiantin und Sängerin
- 1887: Friedrich Gogarten, deutscher lutherischer Theologe
- 1888: Wassil Boschinow, bulgarischer Komponist
- 1890: Jüri Uluots, estnischer Jurist und Politiker
- 1891: Bruno Kurzweil, österreichischer Rechtsanwalt
- 1891: Miguel Pro, mexikanischer katholischer Priester und Märtyrer
- 1892: Freddy Kindell, britischer Automobilrennfahrer
- 1893: Armgard von Alvensleben, deutsche Äbtissin, Hauptgeschäftsführerin der Evangelischen Deutschen Bahnhofsmission
- 1893: Clark Ashton Smith, US-amerikanischer Dichter, Bildhauer, Maler und Autor
- 1895: Anton Betzner, deutscher Schriftsteller, Essayist und Hörspielautor
- 1895: Abraham Binder, US-amerikanischer Komponist
- 1895: Rudolf Jakob Humm, Schweizer Schriftsteller und Übersetzer
- 1895: Frederick Charles Schreiber (auch Fritz Schreiber), US-amerikanischer Komponist, Organist und Chorleiter österreichischer Herkunft
- 1897: Gerty Spies, deutsche Schriftstellerin
- 1898: Jan Cyž, sorbischer Jurist und Verleger, Landrat von Bautzen

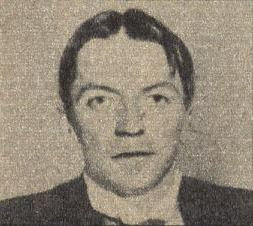
Kaj Munk (* 1898)

- 1898: Kaj Munk, dänischer Pastor und Poet, Widerstandskämpfer und Märtyrer
- 1899: Karl Friedrich Bonhoeffer, deutscher Chemiker
- 1899: Lew Wladimirowitsch Kuleschow, sowjetischer Regisseur
- 1900: Gertrude Mary Cox, US-amerikanische Statistikerin
- 1900: Josef Hufnagel, deutscher Politiker
- 1900: Berta Wirthel, deutsche Politikerin (SPD)

### 20. Jahrhundert

#### 1901–1925

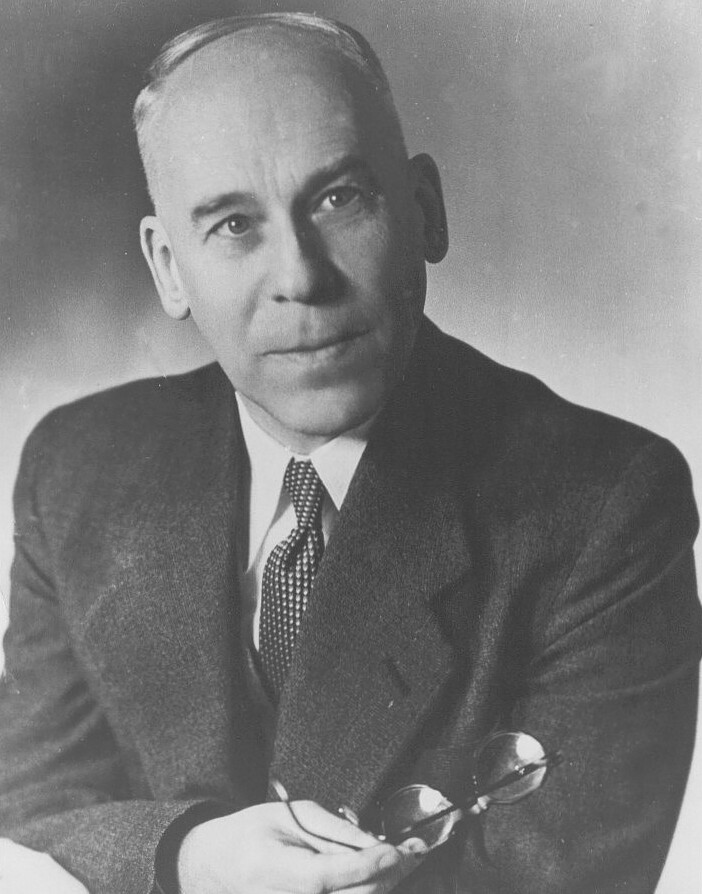
Wilhelm Hanle (* 1901)

- 1901: Wilhelm Hanle, deutscher Physiker
- 1902: Edmund Geilenberg, deutscher Schlosser, Vertreter der deutschen Rüstungsindustrie und Wehrwirtschaftsführer im Dritten Reich
- 1902: Karl Menger, österreichischer Mathematiker
- 1903: Arthur Dom, niederländisch-deutscher Motorradrennfahrer und Ingenieur
- 1903: Olaf Klose, deutscher Kunsthistoriker und Bibliothekar
- 1903: Herbert Post, deutscher Schriftkünstler, Typograf und Buchgestalter
- 1904: Richard Addinsell, britischer Filmkomponist
- 1904: Anton Besold, deutscher Politiker, MdB
- 1904: Eduard Schüller, deutscher Ingenieur
- 1905: Kay Francis, US-amerikanische Schauspielerin
- 1905: Hermann Schnitzler, deutscher Kunsthistoriker
- 1906: Witali Michailowitsch Abalakow, sowjetischer Bergsteiger
- 1907: Richard Stanton Avery, US-amerikanischer Unternehmer, Erfinder des selbstklebenden Preisetiketts
- 1907: Bruno Mathsson, schwedischer Architekt und Designer
- 1907: George Raynor, englischer Fußballspieler und -trainer
- 1907: Georg Renno, deutscher Arzt, Mitverantwortlicher am nationalsozialistischen Euthanasie-Programm T4
- 1907: Stanisław Wygodzki, polnisch-jüdischer Schriftsteller und Übersetzer
- 1908: Michel Gyarmathy, ungarischer Regisseur und Kostümbildner
- 1908: Enrico Paoli, italienischer Schachspieler und Autor von Schachkompositionen
- 1908: Earle Wheeler, US-amerikanischer General, Chief of Staff of the Army und Chairman of the Joint Chiefs of Staff
- 1909: Danny Barker, US-amerikanischer Banjo-Spieler, Sänger, Komponist, Gitarrist, Ukulele-Spieler und Bandleader des traditionellen Jazz
- 1909: Helm Glöckler, deutscher Automobilrennfahrer
- 1909: Quentin Jackson, US-amerikanischer Jazz-Posaunist
- 1909: Jack Manders, US-amerikanischer American-Football-Spieler
- 1909: Marinus van der Lubbe, niederländischer Kommunist, mutmaßlicher Verursacher des Reichstagsbrandes

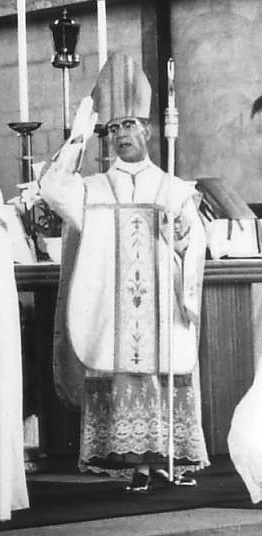
Guido del Mestri (* 1911)

- 1911: Guido del Mestri, vatikanischer Diplomat, Apostolischer Nuntius und Kardinal
- 1911: Dieter Wisliceny, SS-Offizier und Kriegsverbrecher
- 1912ː Rose Girone, US-amerikanische Supercentenarian und Holocaustüberlebende (1912–2025)
- 1913: Toni Kurz, deutscher Bergsteiger
- 1914: Jijé, belgischer Comic-Zeichner und Autor
- 1915: Hans Müller, deutsch-chinesischer Arzt
- 1915: Heinz Neukirchen, deutscher Admiral der Volksmarine der Nationalen Volksarmee der DDR
- 1915: Sergio Grieco, italienischer Filmregisseur und Drehbuchautor
- 1918: Cissy Kraner, österreichische Schauspielerin, Sängerin und Kabarettistin
- 1918: Winand Victor, deutscher Maler
- 1919: Ludwig Janda, deutscher Fußballspieler
- 1919: Walter Lehmann, Schweizer Turner
- 1919: Robert Stack, US-amerikanischer Filmschauspieler
- 1920: Roland Minkowitsch, österreichischer Politiker
- 1920: Knut Nordahl, schwedischer Fußballspieler
- 1920: Erich Zeller, deutscher Eiskunstläufer und Eiskunstlauftrainer
- 1921: Pedro Luís António, angolanischer Bischof
- 1921: Ferdinand Erpenbeck, deutscher Politiker, MdB
- 1921: Guido Frei, Schweizer Journalist und Programmdirektor des Schweizer Fernsehens
- 1922: Clarence Anderson, US-amerikanischer Jagdflieger und Testpilot
- 1922: Albert Lamorisse, französischer Regisseur
- 1922: Thomas Valentin, deutscher Schriftsteller
- 1923: Willem Slijkhuis, niederländischer Mittel- und Langstreckenläufer
- 1924: Paul Feyerabend, US-amerikanischer Philosoph
- 1924: Walter Flöttl, österreichischer Banker
- 1924: Wolfgang Kraus, österreichischer Sachbuch-Autor, Moderator
- 1924: Roland Petit, französischer Choreograf und Tänzer
- 1925: Klaus Herm, deutscher Schauspieler
- 1925: Gwen Verdon, US-amerikanische Schauspielerin

#### 1926–1950
- 1926: Michael Bond, englischer Schriftsteller (Paddington Bär)
- 1926: Jacques Dewez, französischer Unternehmer und Automobilrennfahrer
- 1926: Carolyn Heilbrun, US-amerikanische Schriftstellerin und Frauenrechtlerin
- 1927: Brockman Adams, US-amerikanischer Politiker Brockman Adams (* 1927)

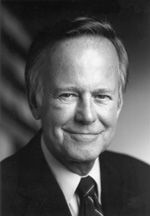
Brockman Adams (* 1927)

- 1927: Liz Anderson, US-amerikanische Country-Sängerin und -Songschreiberin
- 1927: Sydney Brenner, britischer Biologe, Nobelpreisträger
- 1928: Helmut Heinrichs, deutscher Richter
- 1928: Arthur Luiz Piza, brasilianischer Maler und Grafiker
- 1929: David F. Cargo, US-amerikanischer Politiker
- 1929: Teresa Kodelska-Łaszek, polnische Skirennläuferin
- 1929: Erich Mulzer, deutscher Historiker und Vorsitzender des Vereins „Altstadtfreunde Nürnberg e. V.“
- 1929: Alois Partl, österreichischer Politiker
- 1929: Joe Pass, US-amerikanischer Jazz-Gitarrist und Komponist
- 1929: Günter Schmidt, deutscher Generalmajor des Ministeriums für Staatssicherheit der DDR
- 1930: Kurt Bartlewski, deutscher Ingenieur und Kommunalpolitiker
- 1930: Willi Hörter, deutscher Ingenieur und Politiker, MdL, Oberbürgermeister von Koblenz
- 1930: Bobby Lester, US-amerikanischer Doowop-Sänger
- 1930: Hanns Peters, deutscher Ruderer und katholischer Verbandsfunktionär
- 1930: Frances Sternhagen, US-amerikanische Film- und Theaterschauspielerin
- 1931: Ian Hendry, britischer Schauspieler
- 1931: Flora Nwapa, nigerianische Schriftstellerin
- 1931: Rip Taylor, US-amerikanischer Schauspieler und Entertainer
- 1932: Gilles Ségal, französischer Schauspieler
- 1932: Joseph Zen Ze-kiun, chinesischer Priester, Bischof von Hongkong und Kardinal
- 1933: René Besson, Schweizer Schauspieler
- 1934: Denise Guénard, französische Leichtathletin
- 1934: Robin Milner, britischer Informatiker
- 1935: Takashi Atōda, japanischer Schriftsteller
- 1935: Mauro Forghieri, italienischer Motoren- und Rennwagen-Konstrukteur Mauro Forghieri (* 1935)

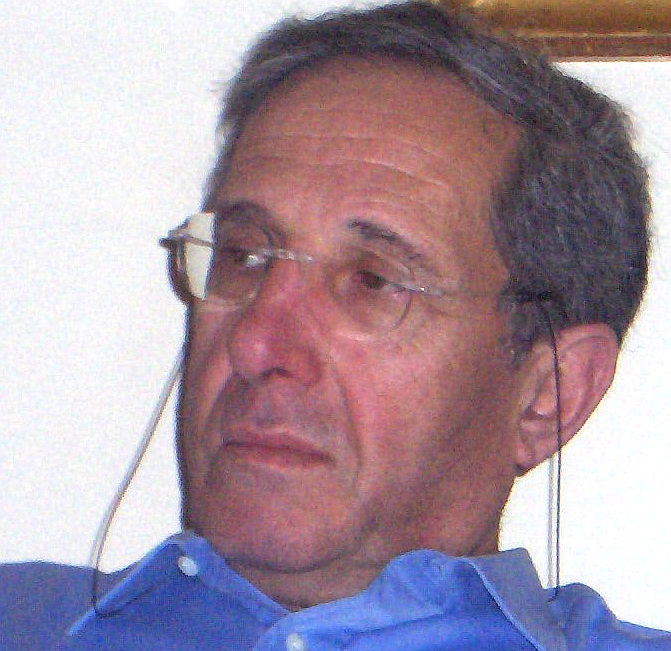
Mauro Forghieri (* 1935)

- 1935: Elsa Martinelli, italienische Filmschauspielerin
- 1936: Renato Bruson, italienischer Opernsänger
- 1936: Karl Dietrich, Schweizer Verkehrsingenieur
- 1936: Kurt Gimmi, Schweizer Radrennfahrer
- 1937: Egon Boshof, deutscher Historiker
- 1937: Milka Stojanović, serbische Opernsängerin
- 1938: Daevid Allen, australischer Rockmusiker
- 1938: Richard Anthony, französischer Sänger
- 1938: Jean Cabut, französischer Karikaturist
- 1938: William Bruce Davis, kanadischer Schauspieler
- 1938: Paavo Heininen, finnischer Komponist, Pianist und Hochschullehrer
- 1938: Shiv Kumar Sharma, indischer Santurvirtuose
- 1939: Norbert Geis, deutscher Politiker und MdB Norbert Geis (* 1939)

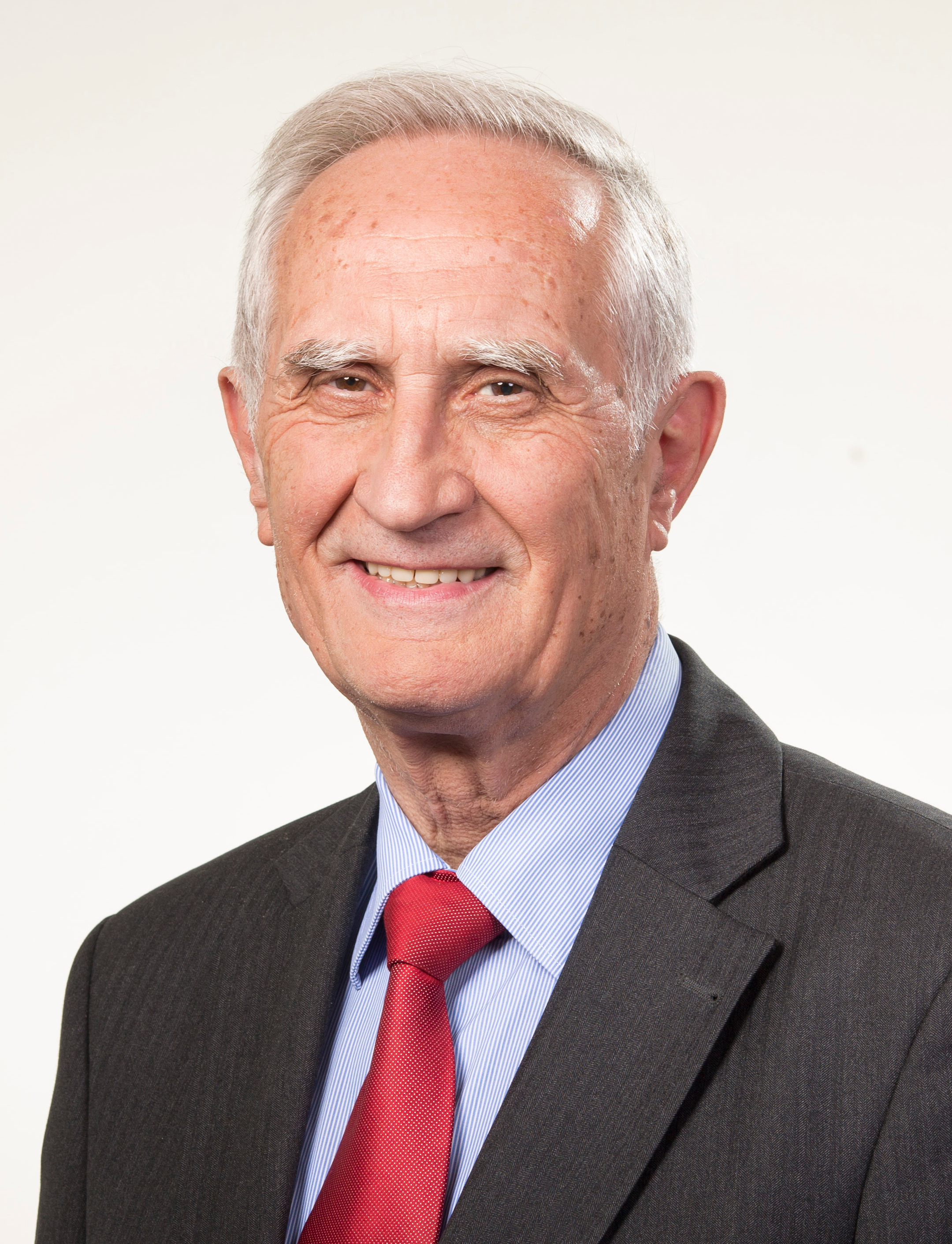
Norbert Geis (* 1939)

- 1939: Jacek Gmoch, polnischer Fußballtrainer
- 1939: Roman Micał, polnischer Hockeyspieler
- 1940: Detlef Engel, deutscher Schlagersänger
- 1940: Tadaoki Ishihara, japanischer Komponist und Professor
- 1940: Dieter Schulte, deutscher Gewerkschafter
- 1940: Edmund White, US-amerikanischer Schriftsteller
- 1941: Eckhard Krautzun, deutscher Fußballspieler und -trainer
- 1941: Pasqual Maragall, spanischer Politiker, Regierungschef Kataloniens, Bürgermeister Barcelonas
- 1941: Meinhard Nehmer, deutscher Bobfahrer
- 1941: Walter Rodekamp, deutscher Fußballspieler
- 1942: Carol Cleveland, britische Schauspielerin (Monty Python)
- 1942: Piero Marini, italienischer Kurienerzbischof und Zeremonienmeister für die Liturgischen Feiern des Papstes
- 1943: Klaus-Peter Puls, deutscher Politiker, MdL
- 1944: Michael Gartenschläger, deutscher Fluchthelfer, politischer Häftling der DDR, Opfer der innerdeutschen Grenze
- 1944: Herbert Gronen, deutscher Fußballspieler
- 1944ː Ilse Kokula, deutsche Pädagogin, Sexualitätsforscherin und LGBT-Aktivistin
- 1944: Ulrich Strombach, deutscher Sportfunktionär, Präsident des DHB
- 1944: Helmut Swiczinsky, österreichischer Architekt
- 1944: Marti Webb, britische Sängerin
- 1945: Joy Chant, britische Schriftstellerin
- 1945: Hans Winkler, österreichischer Staatssekretär
- 1946: Jean-Pierre Augert, französischer Skirennläufer
- 1946: Wolfgang Boos, deutscher Eishockeyspieler
- 1946: Cornelius Bumpus, US-amerikanischer Rocksänger und -saxophonist
- 1947: Luciano Chiarugi, italienischer Fußballspieler und -trainer
- 1947: Jurgis Kunčinas, litauischer Schriftsteller
- 1947: John Lees, britischer Sänger, Songwriter, Komponist und Gitarrist (Barclay James Harvest)
- 1947: Jürgen Linden, deutscher Politiker und Oberbürgermeister der Stadt Aachen Jürgen Linden (* 1947)

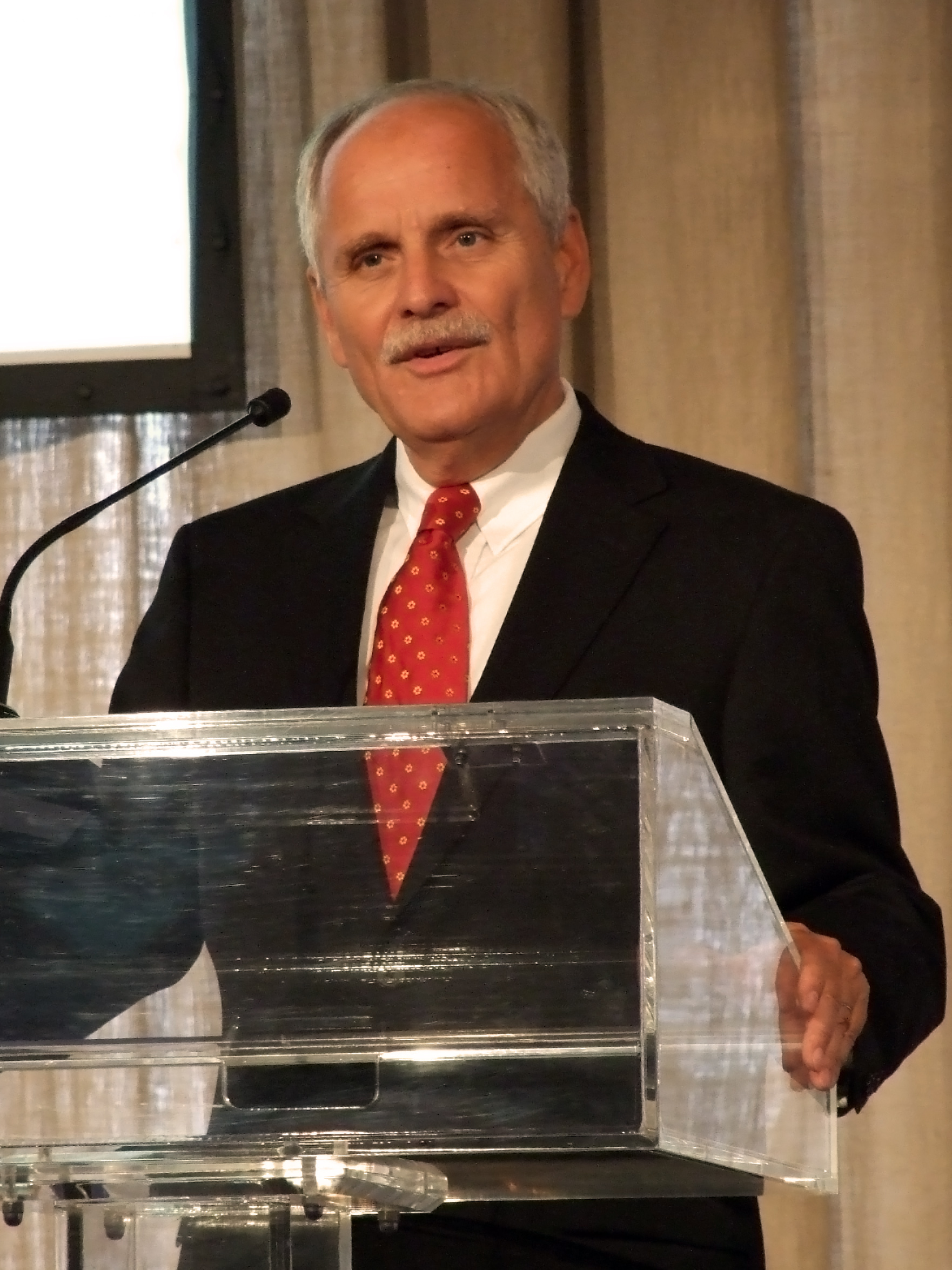
Jürgen Linden (* 1947)

- 1947: Uta Schorn, deutsche Schauspielerin und Moderatorin
- 1948: Jürgen Angelbeck, deutscher Politiker
- 1949: Fausto Bertoglio, italienischer Radrennfahrer
- 1949: Klaus Brandner, deutscher Politiker, MdB
- 1949: Boris Gardiner, jamaikanischer Sänger, Songwriter und Bassist
- 1949: Hannelore Klamm, deutsche Politikerin, MdL
- 1949: Rakesh Sharma, indischer Pilot und Kosmonaut
- 1950: Denis Bédard, kanadischer Organist und Komponist
- 1950: Wolfgang Holzhäuser, deutscher Fußball-Funktionär
- 1950: Wolfgang Pantförder, deutscher Lokalpolitiker, Bürgermeister von Recklinghausen
- 1950: Bernd Wippich, deutscher Musiker

#### 1951–1975
- 1951: Nigel Cox, neuseeländischer Autor und Museumsdirektor
- 1951: Alexander Dix, deutscher Jurist, Datenschutzexperte
- 1951: Frank E. Peretti, US-amerikanischer Schriftsteller
- 1951: Antoni Szymanowski, polnischer Fußballspieler
- 1952: Max Beck, liechtensteinischer Rennrodler

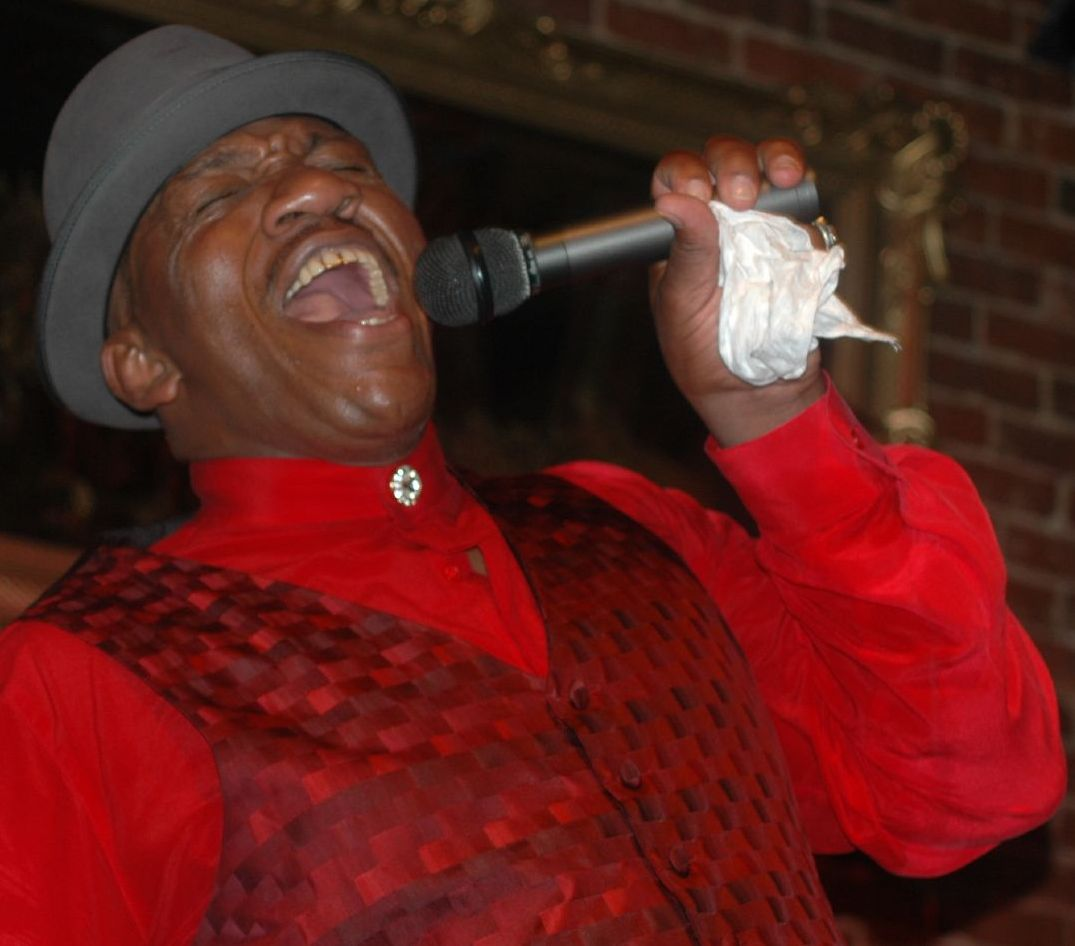
John Lee Hooker jr. (* 1952)

- 1952: John Lee Hooker jr., US-amerikanischer Bluessänger
- 1952: Pekka Pohjola, finnischer Musiker
- 1952: Klaus Rapp, deutscher Politiker
- 1952: Martin Weber, deutscher Wirtschaftswissenschaftler
- 1953: Luann Ryon, US-amerikanische Bogenschützin

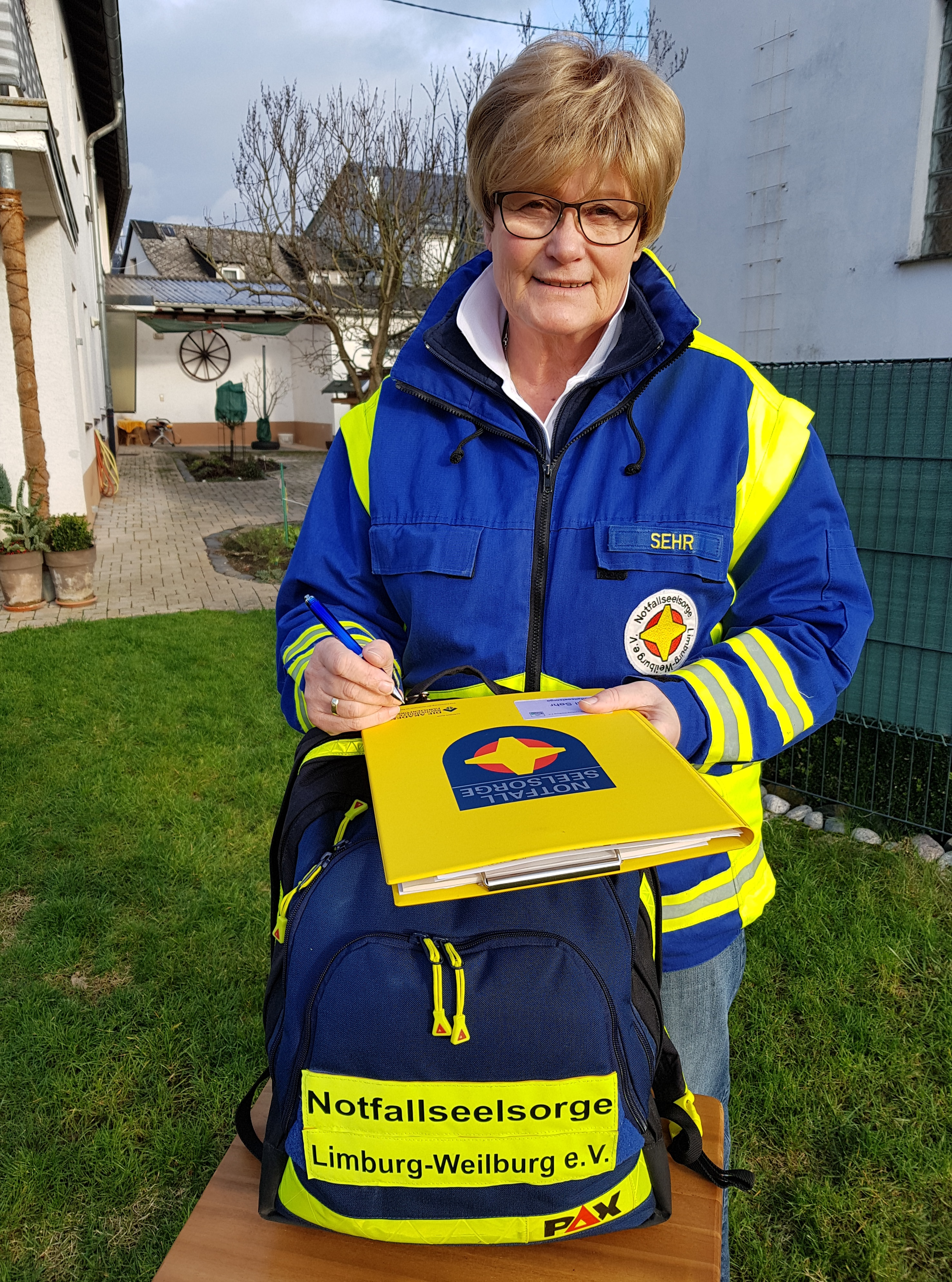
Hedi Sehr (* 1953)

- 1953: Hedi Sehr, deutsche Notfallseelsorgerin und Feuerwehrfrau
- 1954: Thomas Eduard Abeltshauser, deutscher Jurist
- 1954: Bruno Coulais, französischer Filmkomponist
- 1954: Peter Engel, deutscher Tischtennisspieler
- 1954: Dieter Lieberwirth, deutscher Fußballspieler
- 1954: Trevor Rabin, südafrikanischer Rock-Musiker und Komponist
- 1954: Alexander Thieme, deutscher Leichtathlet, Olympiamedaillengewinner
- 1955: Joep Franssens, niederländischer Komponist
- 1955: Huh Jung-moo, südkoreanischer Fußballspieler und -trainer
- 1955: Hansi Lang, österreichischer Sänger und Schauspieler
- 1956: Arno Dübel, deutscher Langzeitarbeitsloser

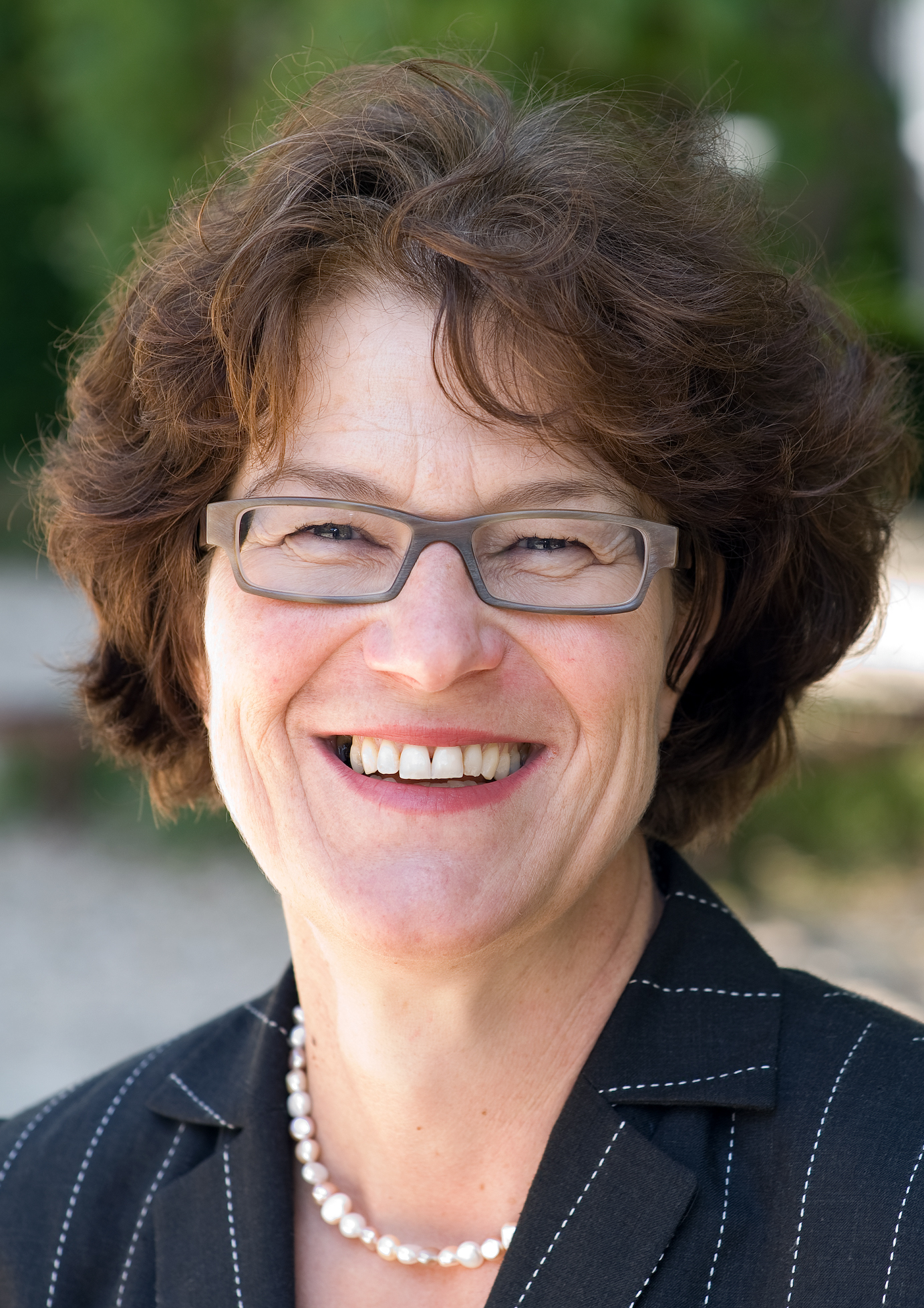
Ruth Genner (* 1956)

- 1956: Ruth Genner, Schweizer Politikerin
- 1956: Inga Humpe, deutsche Pop-Musikerin
- 1956: Franz Schindler, deutscher Rechtsanwalt und Politiker, MdL
- 1956: Johannes Selle, deutscher Politiker, MdB
- 1957: Dušan Bukovac, bulgarischer Fußballspieler und Spielerberater
- 1957: Norbert Elgert, deutscher Fußballspieler und -trainer
- 1957: Erich Haider, österreichischer Politiker
- 1957: Karin Kneffel, deutsche Malerin
- 1957: Lorrie Moore, US-amerikanische Schriftstellerin
- 1957: Mark O’Meara, US-amerikanischer Golfer
- 1957: Daniel Scioli, argentinischer Politiker
- 1958: Marianne Rappenglück, deutsche Schauspielerin
- 1959: Wolfgang R. Kubizek, österreichischer Komponist
- 1959: Angelita Lind, puerto-ricanische Leichtathletin
- 1959: Kid Ramos, US-amerikanischer Bluesrockgitarrist
- 1960: Kevin Anderson, US-amerikanischer Schauspieler
- 1960: Monika Steinmetz, deutsche Fußballspielerin
- 1960: Philipp Weinges, deutscher Drehbuchautor und Regisseur
- 1961: cEvin Key, kanadischer Schlagzeuger und Songwriter
- 1961: Julia Louis-Dreyfus, US-amerikanische Schauspielerin
- 1961: Andreas Marschall, deutscher Künstler und Filmemacher
- 1961: Carolin Mylord, deutsche Schauspielerin und Regisseurin
- 1962: Trace Adkins, US-amerikanischer Country-Sänger
- 1962: Markus Bott, deutscher Boxer
- 1962: Christian Homburg, deutscher Marketing-Professor
- 1962: Tony Rebel, jamaikanischer Reggaesänger
- 1962: Gunda Röstel, deutsche Politikerin und Managerin
- 1962: Alfred Schön, deutscher Fußballspieler
- 1963: Eric Korita, US-amerikanischer Tennisspieler
- 1963: Dwayne Steven Milburn, US-amerikanischer Komponist, Arrangeur, Dirigent und Organist
- 1963: Andrew Roberts, britischer Historiker und Publizist
- 1963: Patrice Roussel, französischer Automobilrennfahrer und Rennstallbesitzer

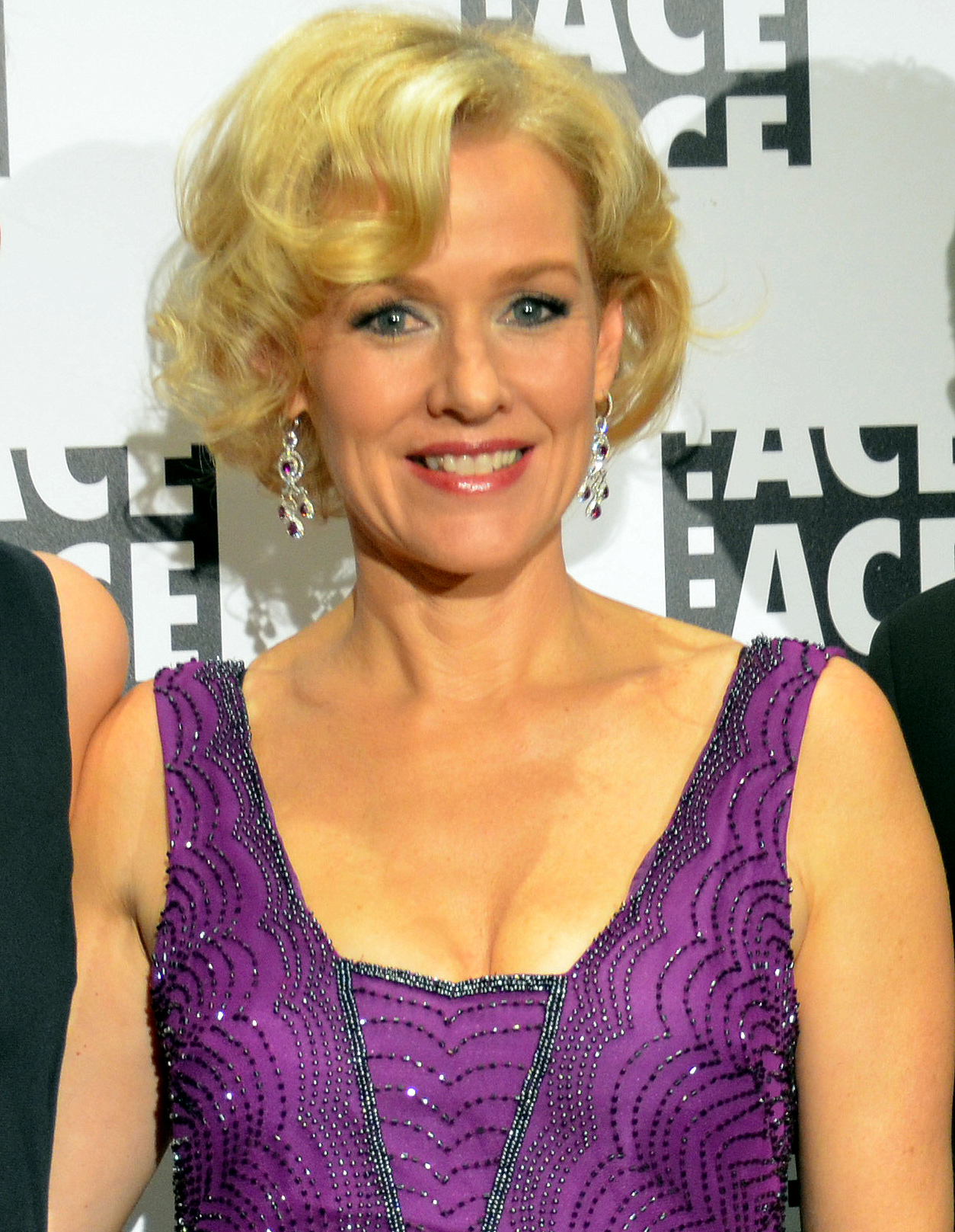
Penelope Ann Miller (* 1964)

- 1964: Penelope Ann Miller, US-amerikanische Schauspielerin
- 1964: Gloria Siebert, deutsche Leichtathletin
- 1966: Diego Arsuaga, uruguayischer Regisseur
- 1966: Patrick Dempsey, US-amerikanischer Schauspieler
- 1966: Zdenko Jedvaj, jugoslawisch-kroatischer Fußballspieler
- 1966: Michael Koch, deutscher Basketballspieler
- 1966: Peter Waldner, österreichischer Spezialist für historische Tasteninstrumente
- 1967: Suzanne Cryer, US-amerikanische Schauspielerin
- 1968: Traci Bingham, US-amerikanische Schauspielerin
- 1968: Chara, japanische Sängerin und Schauspielerin
- 1968: Gianni Morbidelli, italienischer Automobilrennfahrer
- 1968: Lutz Schumacher, deutscher Journalist
- 1969: Stefania Belmondo, italienische Skilangläuferin
- 1969: Stephen Hendry, schottischer Snooker-Spieler
- 1970: Marco Pantani, italienischer Radrennfahrer
- 1970: Odiah Sidibé, französische Sprinterin
- 1970: Manon Sander, deutsche Autorin
- 1970: Sabine Stamm, deutsche Fernsehmoderatorin
- 1972: Stefan Beinlich, deutscher Fußballspieler
- 1972: Mark Bosnich, australischer Fußballtorwart

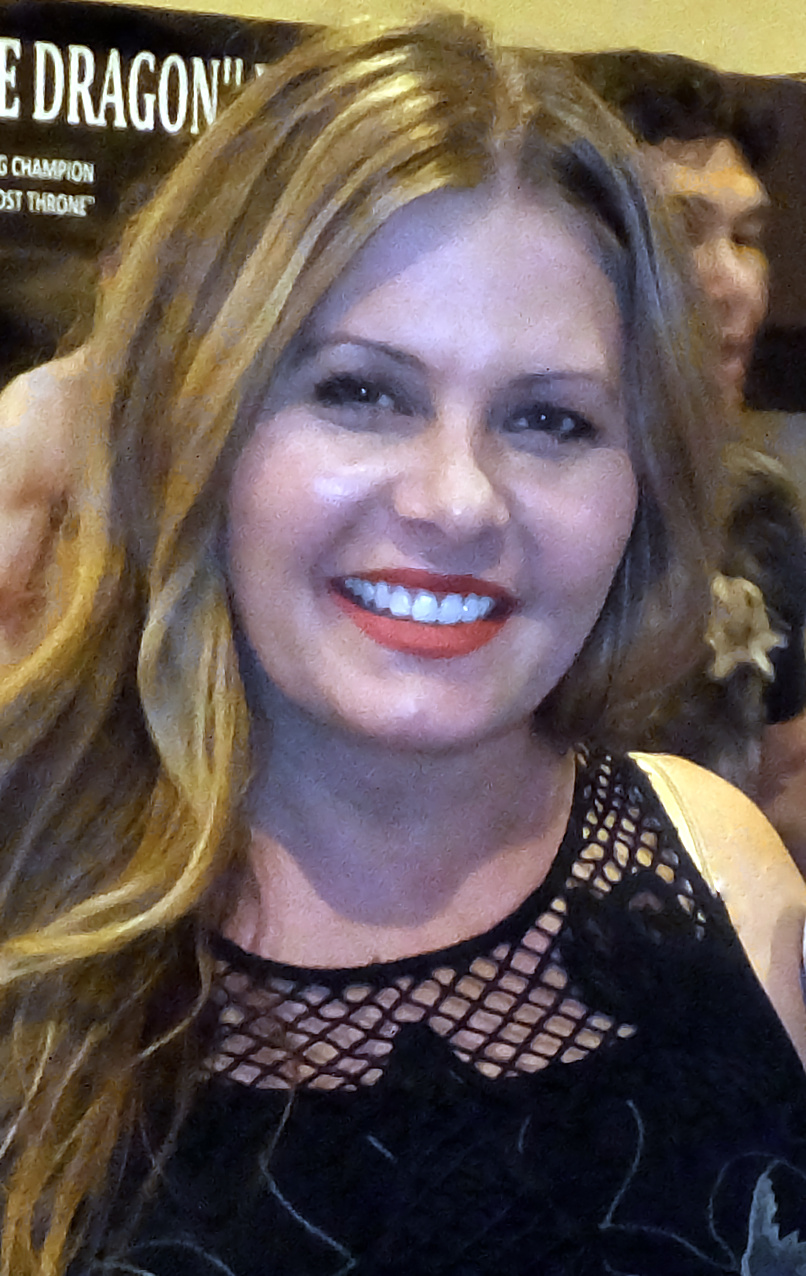
Nicole Eggert (* 1972)

- 1972: Nicole Eggert, US-amerikanische Schauspielerin
- 1972: Julio Rey, spanischer Leichtathlet
- 1972: Wital Schtscherba, weißrussischer Kunstturner
- 1972: Alexei Wassiljew, russischer Automobilrennfahrer
- 1973: Uta Albanese, deutsche Tanzsporttrainerin und Profitänzerin
- 1973: Nikolai Iwanowitsch Chabibulin, russischer Eishockeytorwart
- 1973: Juan Diego Flórez, peruanischer Opernsänger
- 1975: Tom Gaebel, deutscher Musiker
- 1975: Daniel Kehlmann, österreichischer Schriftsteller
- 1975: Matej Mamić, bosnischer Basketballspieler

#### 1976–2000
- 1976: Hannah Jane Fox, britische Schauspielerin und Musicaldarstellerin

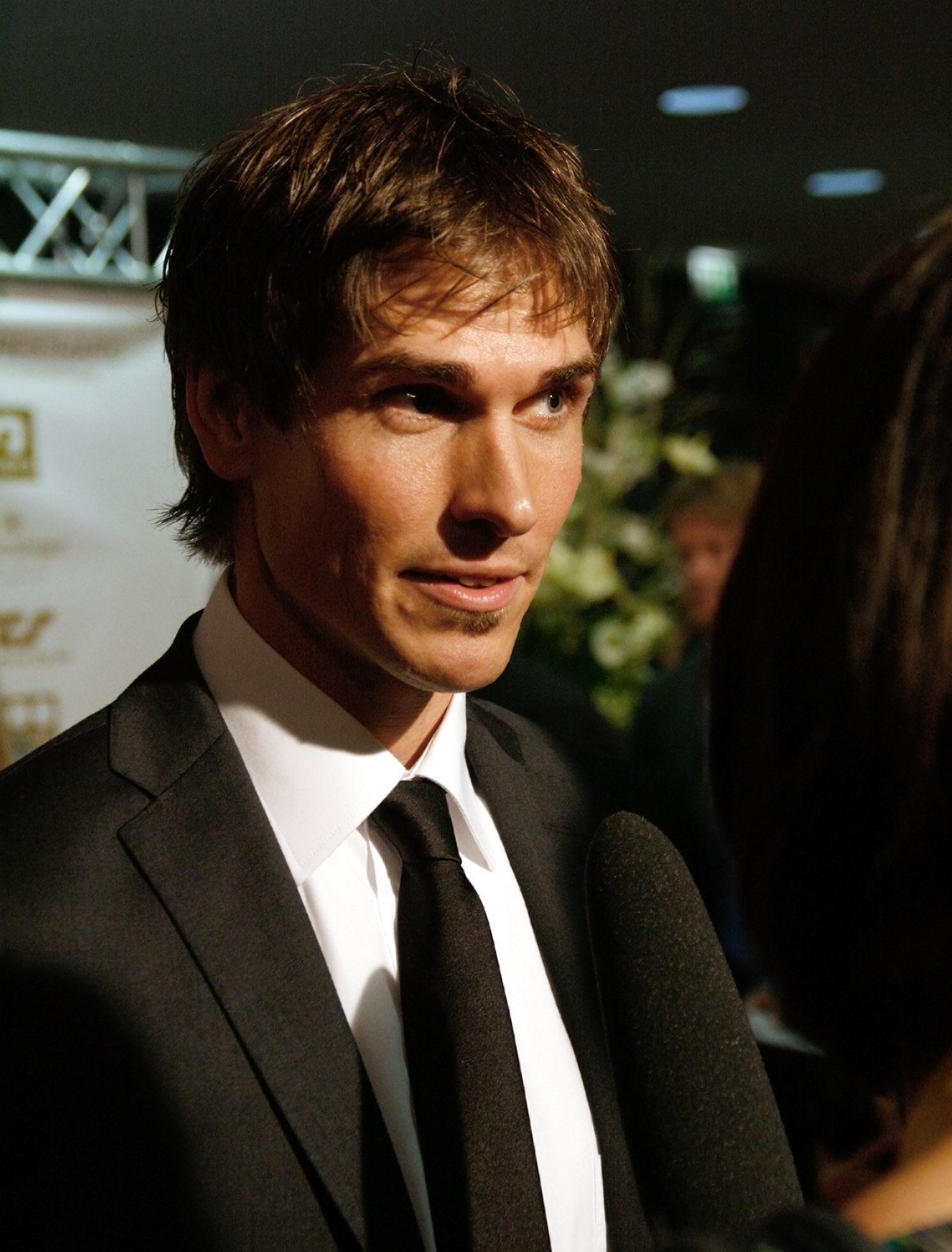
Felix Gottwald (* 1976)

- 1976: Felix Gottwald, österreichischer Nordischer Kombinierer
- 1976: Christian Hauser, deutscher Fußballspieler
- 1976: Bartosz Karwan, polnischer Fußballspieler
- 1976: Bic Runga, neuseeländische Singer-Songwriterin
- 1976: Mario Yepes, kolumbianischer Fußballspieler
- 1977: Frank Berblinger, deutscher Handballspieler
- 1977: Orlando Bloom, britischer Schauspieler
- 1977: Alex Hofer, Schweizer Gleitschirmpilot
- 1977: Agusti Pol, andorranischer Fußballspieler
- 1978: Tinga, brasilianischer Fußballspieler

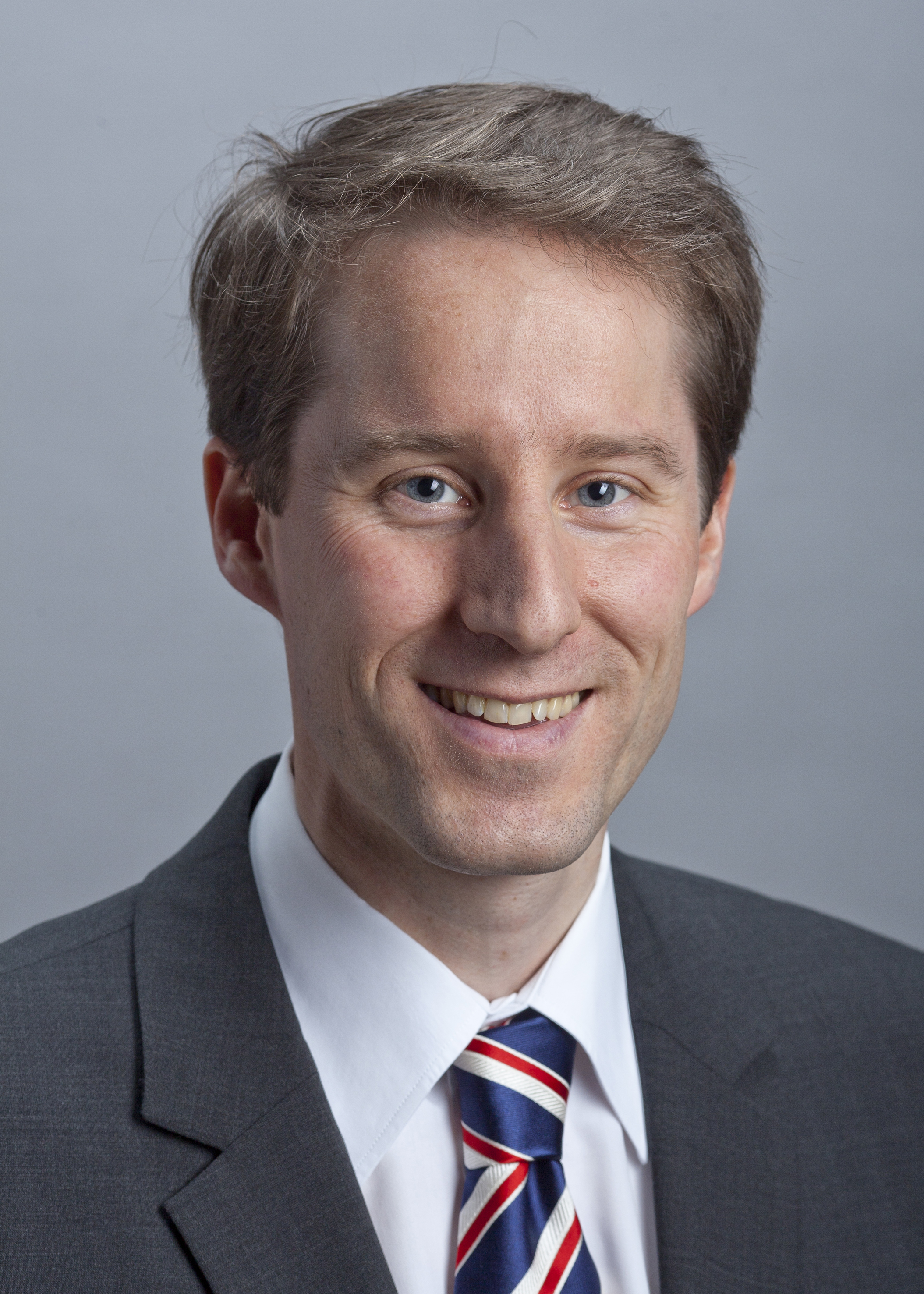
Thomas Aeschi (* 1979)

- 1979: Thomas Aeschi, Schweizer Politiker
- 1979: Mirosław Spiżak, polnischer Fußballspieler
- 1979: Jill Wagner, US-amerikanische Schauspielerin
- 1979: Yang Wei, chinesische Badmintonspielerin
- 1979: Joko Winterscheidt, deutscher Fernsehmoderator
- 1979: Leonhard Mahlich, deutscher Synchronsprecher
- 1980: Wolfgang Loitzl, österreichischer Skispringer
- 1980: Mirko Soltau, deutscher Fußballspieler
- 1980: María de Villota, spanische Automobilrennfahrerin
- 1981: Mamam Cherif Touré, togolesischer Fußballspieler
- 1982: Guillermo Coria, argentinischer Tennisspieler
- 1982: Christiaan Frankenhout, niederländischer Automobilrennfahrer
- 1982: David Möller, deutscher Rodler
- 1982: Lea Schwer, Schweizer Beachvolleyballspielerin
- 1983: Kim Ga-young, südkoreanische Poolbillardspielerin
- 1983: Sebastian Kneißl, deutscher Fußballspieler
- 1984: Anne-Laure Casseleux, französische Fußballspielerin

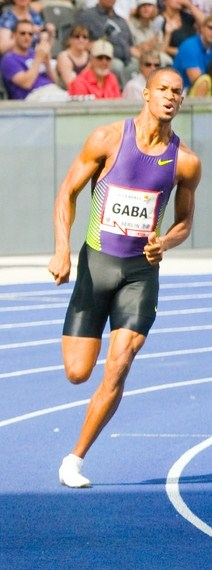
Kamghe Gaba (* 1984)

- 1984: Kamghe Gaba, deutscher Leichtathlet
- 1984: Michael Ginsburg, deutscher Schauspieler
- 1984: Ilena Gwisdalla, deutsche Schauspielerin und Synchronsprecherin
- 1984: Eleni Ioannou, griechische Judoka
- 1984: Nick Mangold, US-amerikanischer American-Football-Spieler
- 1985: Jorge Marcelo Rodríguez, uruguayischer Fußballspieler
- 1985: Árni Þór Sigtryggsson, isländischer Handballspieler
- 1986: Wolfgang Hesl, deutscher Fußballspieler
- 1986: Hemza Mihoubi, algerisch-französischer Fußballspieler
- 1986: Jessy Moulin, französischer Fußballspieler
- 1986: Josefine Preuß, deutsche Schauspielerin
- 1986: Joannie Rochette, kanadische Eiskunstläuferin
- 1987: Meelah Adams, deutsche Schauspielerin
- 1987: Daniel Oss, italienischer Radrennfahrer
- 1987: Marc Staal, kanadischer Eishockeyspieler
- 1987: Radosław Wojtaszek, polnischer Schachspieler
- 1988: Caroline Abbé, Schweizer Fußballspielerin
- 1988: Leigh Broxham, australischer Fußballspieler
- 1988: Petr Frydrych, tschechischer Speerwerfer
- 1988: Tomás Rincón, venezolanischer Fußballspieler
- 1989: Andy Allo, US-amerikanische Sängerin und Schauspielerin
- 1989: Bryan Arguez, US-amerikanischer Fußballspieler
- 1989: Ahmet Arı, türkischer Fußballspieler
- 1989: John Astley, englischer Snookerspieler
- 1989: Walter Grubmüller, österreichischer Automobilrennfahrer

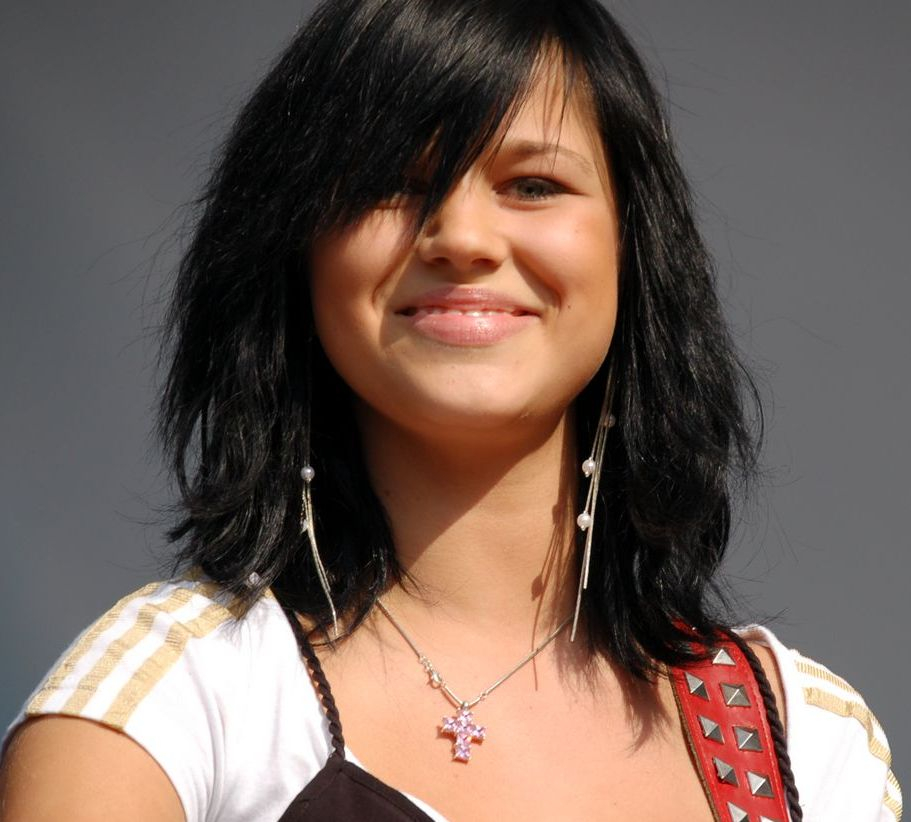
Triinu Kivilaan (* 1989)

- 1989: Triinu Kivilaan, estnische Rock-Pop-, Pop- und R'n'B-Sängerin
- 1989: Tim Matavž, slowenischer Fußballspieler
- 1989: Beau Mirchoff, US-amerikanischer Schauspieler
- 1990: Kheira Hamraoui, französische Fußballspielerin
- 1990: Liam Hemsworth, australischer Schauspieler
- 1990: Bobby Schagen, niederländischer Handballspieler
- 1990: Julia Zirnstein, deutsche Fußballspielerin
- 1991: Gu Hara, südkoreanische Popsängerin
- 1992: Santiago Arias, kolumbianischer Fußballspieler
- 1992: Nassim Ben Khalifa, schweizerisch-tunesischer Fußballspieler
- 1992: Henning May, deutscher Sänger
- 1995: Natalia Dyer, US-amerikanische Schauspielerin
- 1995: Eros Vlahos, britischer Comedian und Schauspieler
- 1997: Egan Bernal, kolumbianischer Radrennfahrer
- 1997: Fabian Rüdlin, deutscher Fußballspieler
- 1998: Liane Lippert, deutsche Radrennfahrerin
- 1998: Rogério, brasilianischer Fußballspieler
- 1999: Nicholas Art, US-amerikanischer Schauspieler und Kinderdarsteller
- 2000: Iacopo Leonesio, italienischer Biathlet

### 21. Jahrhundert
- 2001: Saron Degineh, deutsche Schauspielerin

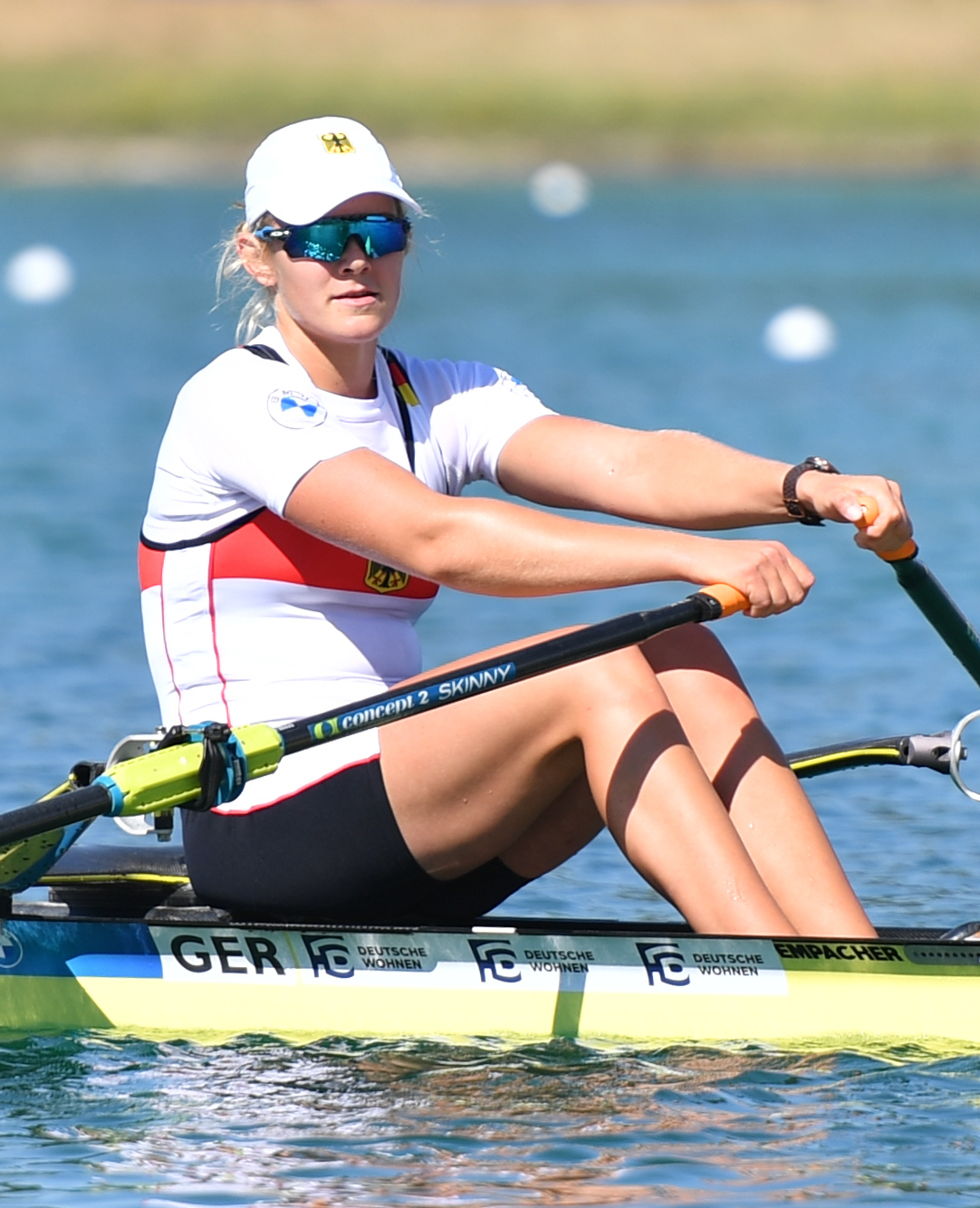
Alexandra Föster (* 2002)

- 2002: Alexandra Föster, deutsche Ruderin
- 2002: Sindre Ulven Jørgensen, norwegischer Skispringer
- 2002: Frederik Vesti, dänischer Automobilrennfahrer
- 2003: Sara Andersson, schwedische Biathletin
- 2005: Iker Bravo, spanischer Fußballspieler

## Gestorben

### Vor dem 16. Jahrhundert
- 0086 v. Chr.: Gaius Marius, römischer Feldherr und Politiker
- 0533: Remigius von Reims, französischer Bischof
- 0612: Mungo, erster Bischof von Glasgow, Heiliger
- 0703: Jitō, 41. Kaiserin von Japan
- 0731: Bertwald, Erzbischof von Canterbury
- 0858: Æthelwulf, König von Wessex
- 0888: Karl III., fränkischer Herrscher
- 0903: Franco, Bischof von Lüttich
- 0927: Berno von Baume, erster Abt von Cluny
- 0975: Ruprecht, Erzbischof von Mainz
- 1049: Dietrich IV., Graf von Holland
- 1110: Oda von Werl, Ehefrau von Lothar Udo II. Graf von Stade und Markgraf der Nordmark
- 1127: Gottfried von Cappenberg, westfälischer Graf und Heiliger der katholischen Kirche
- 1146: Albert II. von Bogen, Graf von Bogen
- 1147: Robert de Craon, Großmeister des Templerordens

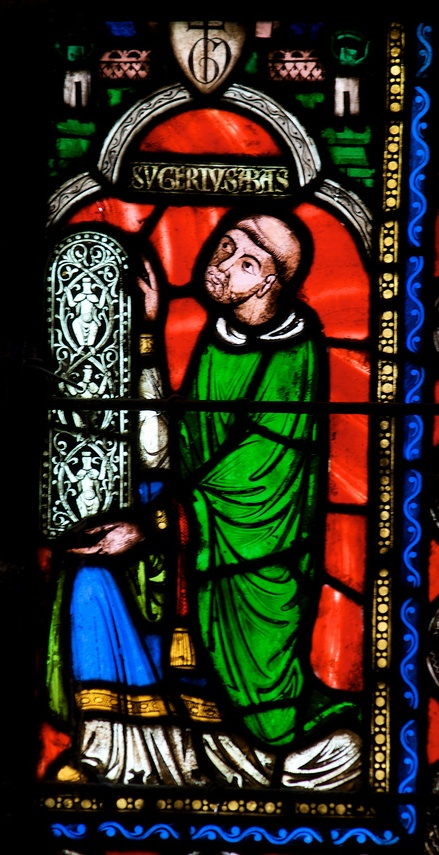
Suger von Saint-Denis († 1151)

- 1151: Suger von Saint-Denis, französischer Abt und Staatsmann
- 1171: Konrad I. von Morsbach, Bischof von Eichstätt
- 1177: Heinrich II., erster österreichischer Herzog
- 1182: Agnes, Königin von Ungarn und Herzogin von Kärnten
- 1200: Otto I., Pfalzgraf von Burgund
- 1228: Jutta von Huy, flandrische Wohltäterin und christliche Mystikerin
- 1253: Johann von Diepholz, Bischof von Minden
- 1276: Diether V., Herrscher der Grafschaft Katzenelnbogen
- 1302: Wolfhard von Roth, Bischof von Augsburg
- 1302: Ludwig I. von Savoyen, Herr der Waadt
- 1330: Friedrich der Schöne, Herzog von Österreich und der Steiermark, Gegenkönig des Heiligen Römischen Reiches
- 1359: Rudolf von Nebra, Bischof von Naumburg
- 1363: Meinhard III., Graf von Tirol und Herzog von Oberbayern
- 1368: Marco Corner, Doge von Venedig
- 1400: Thomas le Despenser, 1. Earl of Gloucester, englischer Adeliger und Rebell
- 1450: Henry Grey, Graf von Tancarville, englischer Adeliger
- 1465: Elisabeth von Brandenburg, deutsche Adlige, Herzogin von Pommern
- 1483: Heinrich III., Landgraf von Oberhessen

### 16. bis 18. Jahrhundert
- 1510: Florian Waldauf, Tiroler Ritter im Dienste Kaiser Maximilians und Mitglied des Kannenordens
- 1543: Konrad Treger, deutscher Augustiner-Eremit und katholischer Kontroverstheologe
- 1552: Jakob Gresel, Professor an der Universität Köln und Kanonikus zu Rees/Rhein
- 1553: Georg II., Herzog von Münsterberg und Oels, Graf von Glatz
- 1561: Friedrich Magnus I., Graf von Solms-Laubach
- 1569: Christoph III. von Pappenheim, deutscher Militär
- 1571: Johann von Küstrin, Fürst der Markgrafschaft Brandenburg-Küstrin
- 1572: Jan Augusta, Bischof der Unität der Böhmischen Brüder
- 1572: William Petre, englischer Politiker
- 1593: Szymon Budny, polnisch-weißrussischer Humanist und Bibelübersetzer, führender Vertreter des polnisch-litauischen Unitarismus
- 1595: Ercole Procaccini der Ältere, italienischer Maler
- 1598: Reichard, Pfalzgraf und Herzog von Simmern
- 1599: Edmund Spenser, englischer Dichter
- 1625: Jan Brueghel der Ältere, flämischer Maler
- 1642: Jean Louis de Nogaret de La Valette, Herzog von Épernon, französischer Feldherr
- 1662: Christian Keimann, deutscher Dichter
- 1673: Severus Christoph Olpius, deutscher Moralphilosoph und lutherischer Theologe
- 1676: Isaac Commelin, niederländischer Verleger und Buchhändler
- 1684: Henry Howard, 6. Duke of Norfolk, englischer Adeliger
- 1691: George Fox, englischer Gründervater der Quäker
- 1700: Theodor Timmermann, Apotheker, Bürgermeister von Mannheim und Bürgermeister der Pfälzer Kolonie in Magdeburg
- 1701: Friedrich Ulrich Calixt, deutscher Theologe
- 1704: Hans Jakob Gessner, Schweizer evangelischer Geistlicher
- 1705: Marie-Catherine d’Aulnoy, französische Schriftstellerin
- 1717: Maria Sibylla Merian, Schweizer Naturforscherin und Künstlerin
- 1727: Johann Conrad Ziesenis, deutscher Bildhauer
- 1733: Alexander von der Schulenburg, kurfürstlich braunschweig-lüneburgischer Generalleutnant und Gouverneur von Celle sowie Besitzer eines Teils des Rittergutes Altenhausen
- 1733: Anton Sepp, Tiroler Jesuitenmissionar in der Jesuitenprovinz Paraguay
- 1735: Polyxena von Hessen-Rotenburg, deutsche Adlige, Königin von Sardinien und Herzogin von Savoyen
- 1740: William Turner, englischer Sänger und Komponist
- 1753: Jakob Hendrik Croeser, niederländischer Mediziner
- 1759: José de Mascarenhas da Silva e Lencastre, portugiesischer Herzog von Aveiro
- 1759: Francisco de Assis de Távora, portugiesischer Generalleutnant, Vizekönig von Portugiesisch-Indien und angeblicher Verschwörer
- 1761: Franz Christoph Janneck, österreichischer Maler
- 1763: Johann Michael Hartung, deutscher Orgelbauer
- 1768: Giuseppe Simone Assemani, arabischer Orientalist
- 1768: Pierre-Gabriel Buffardin, französischer Flötist
- 1775: Étienne Parrocel, französischer Maler
- 1775: Johann Georg Walch, deutscher evangelischer Theologe
- 1790: Luc Urbain du Bouëxic de Guichen, französischer Admiral
- 1790: Christoph Jeremias Rost, deutscher Philologe und Pädagoge
- 1797: Elisabeth Christine von Braunschweig-Wolfenbüttel-Bevern, Ehefrau Friedrichs II. von Preußen
- 1800: Peter von Biron, Herzog von Kurland und Semgallen sowie Herzog von Sagan

### 19. Jahrhundert
- 1805: Franz Anton Ernst, böhmischer Komponist
- 1822: Friedrich Karl Ludwig von und zu Guttenberg, deutscher Gutsbesitzer und Polizeipräsident
- 1823: Matthias Jorissen, deutscher Pfarrer und Kirchenliederdichter
- 1823: David Schwab, Schweizer Kaufmann, Bankier und Politiker
- 1827: Jean-Denis Lanjuinais, französischer Politiker

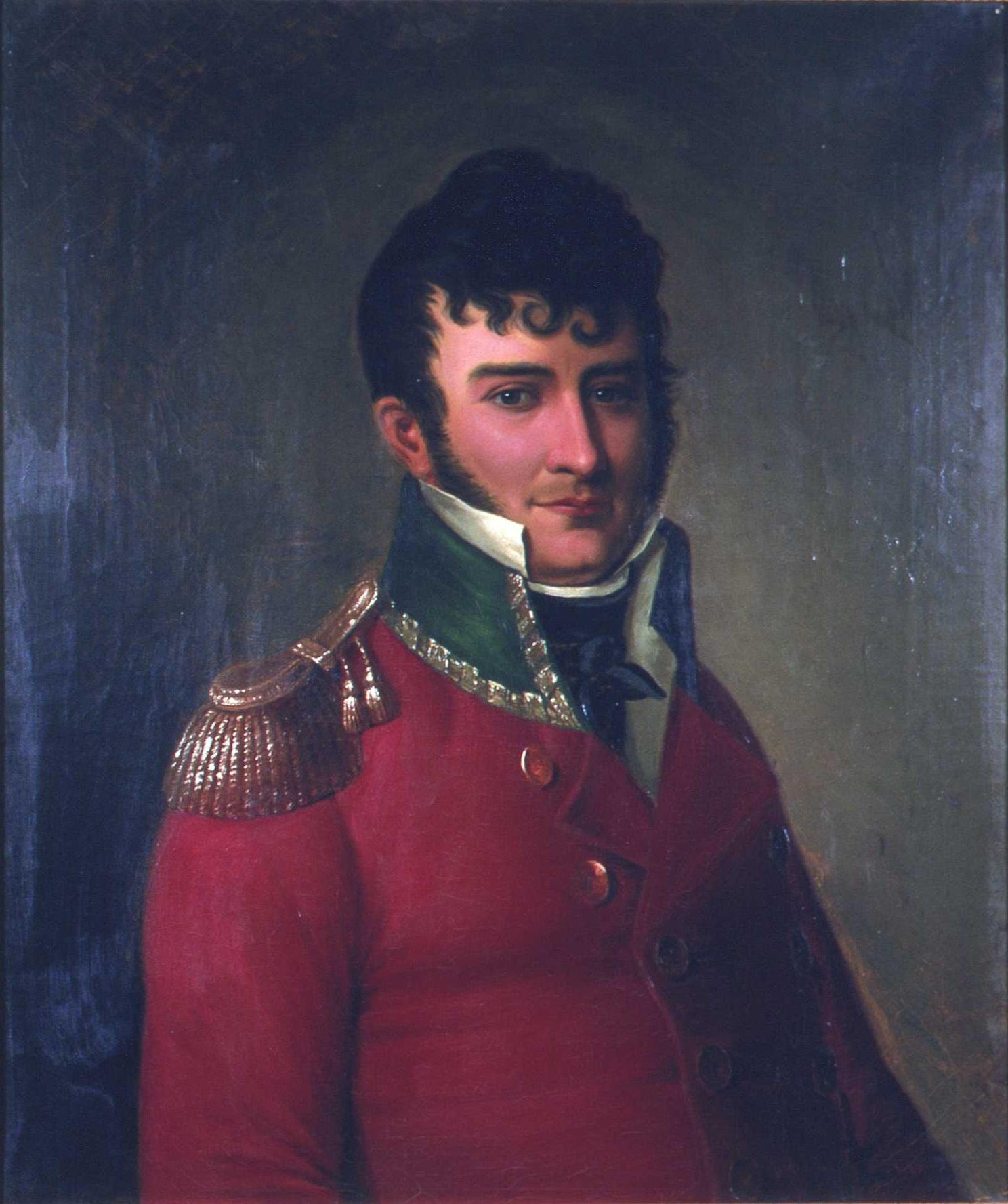
Christian Magnus Falsen († 1830)

- 1830: Christian Magnus Falsen, norwegischer Politiker
- 1835: Karl Gottfried Erdmann, deutscher Mediziner und Botaniker
- 1837: Gerhard Philipp Heinrich Norrmann, deutscher Jurist und Hochschullehrer
- 1838: Ferdinand Ries, deutscher Klavierspieler und Komponist
- 1842: Wilhelm Traugott Krug, deutscher Philosoph
- 1846: Hans Conrad Stadler, Schweizer Architekt
- 1849: Francisco Ramón Vicuña Larraín, chilenischer Politiker, Staatspräsident
- 1854: Awraam Iwanowitsch Melnikow, russischer Architekt
- 1861: Carlos Luis de Borbón, carlistischer Thronprätendent in Spanien
- 1864: Dimitar Mutew, Aktivist der Bulgarischen Nationalen Wiedergeburt
- 1867: Victor Cousin, französischer Philosoph und Kulturtheoretiker
- 1867: Franz Kirchgeßner, deutscher Jurist
- 1870: Emanuel Friedrich von Fischer, Schweizer Politiker
- 1871: Henriette d’Angeville, französische Bergsteigerin
- 1871: Auguste Anicet-Bourgeois, französischer Theaterdichter
- 1871: Samuel Preiswerk, Schweizer Theologe
- 1872: Otto von Münchhausen, preußischer Landrat
- 1873: Felix Helbling, Schweizer römisch-katholischer Geistlicher und Politiker
- 1874: Victor Baltard, französischer Architekt
- 1875: Robert Adams, irischer Chirurg und Kardiologe
- 1876: Heinrich Lang, deutscher evangelisch-reformierter Pfarrer und Theologe
- 1877: Karl Hoeck, deutscher Altphilologe und Althistoriker
- 1879: Jakob Dubs, Schweizer Bundesrat
- 1883: Josef Kleutgen, deutscher Theologe
- 1885: Schuyler Colfax, US-amerikanischer Politiker
- 1893: Melitta Otto-Alvsleben, deutsche Opernsängerin
- 1894ː Emilie Leibnitz, deutsche Pianistin

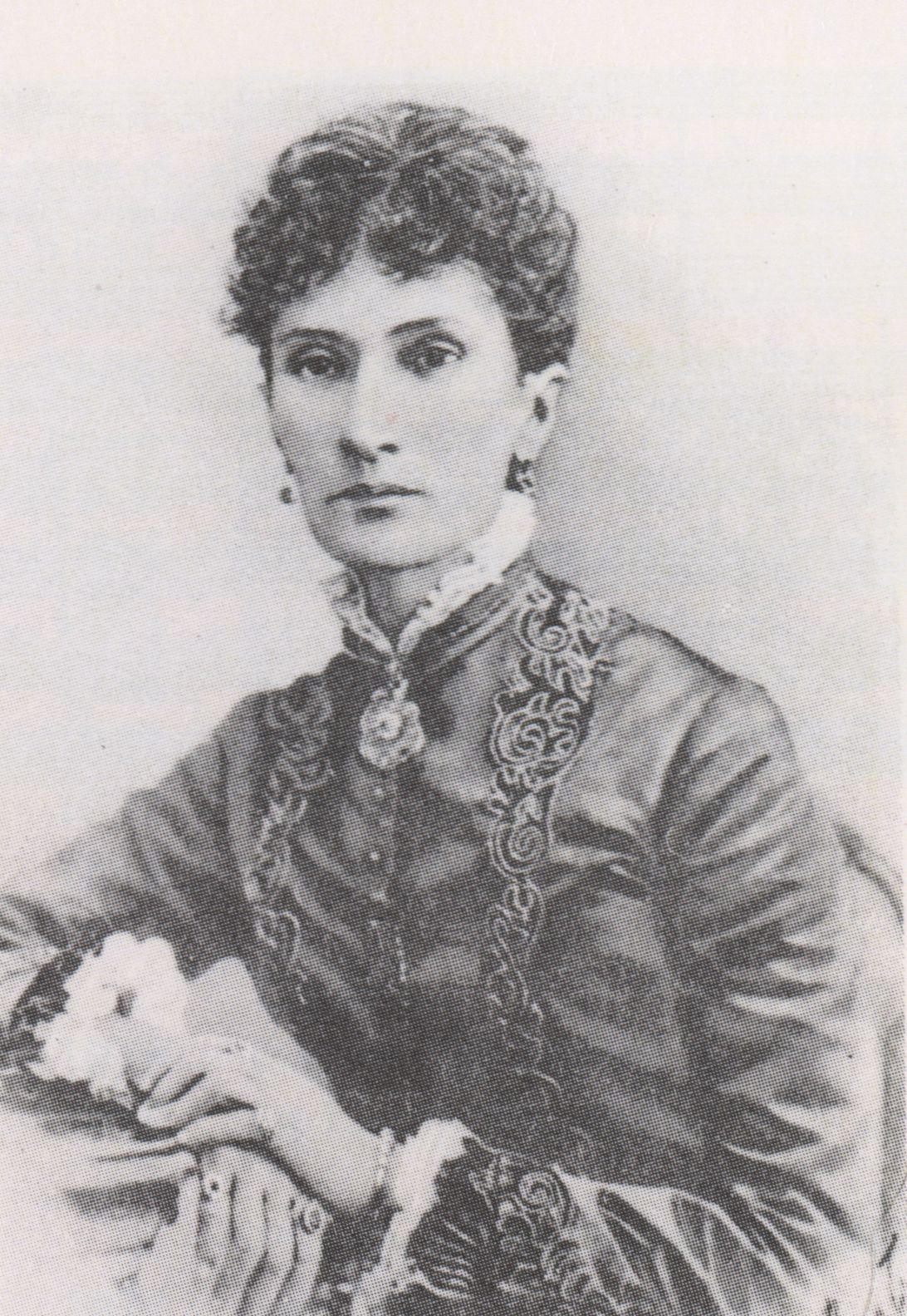
Nadeschda von Meck († 1894)

- 1894: Nadeschda Filaretowna von Meck, russische Mäzenin
- 1896: Friedrich Ludwig Theodor Friese, deutscher Orgelbauer
- 1896: Carl Ulrici, deutscher Schriftsteller
- 1897: Charles Brun, französischer Politiker
- 1897: David Schwarz, ungarischer Erfinder, Erbauer des ersten flugfähigen Starrluftschiffs

### 20. Jahrhundert

#### 1901–1950
- 1901: Jules Cohen, französischer Komponist und Organist
- 1905: Karl Alexander zur Lippe, Fürst zur Lippe

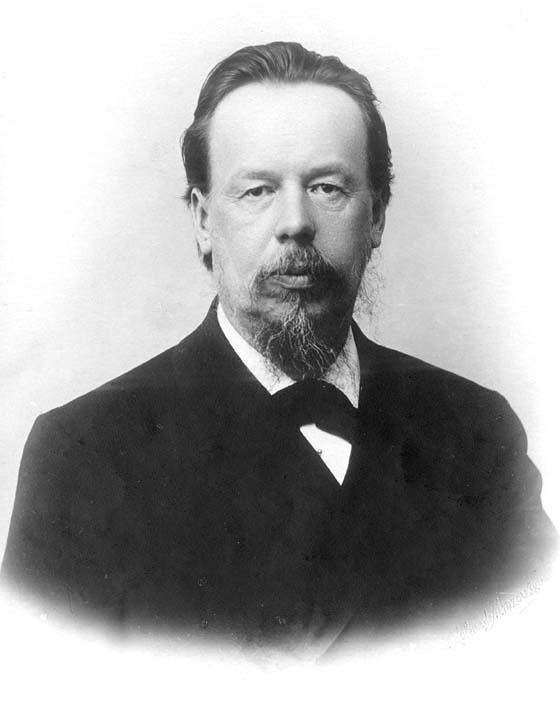
Alexander Popow († 1906)

- 1906: Alexander Stepanowitsch Popow, russischer Physiker und Rundfunkpionier
- 1908: Hashimoto Gahō, japanischer Maler
- 1908: George Anthony Walkem, kanadischer Politiker
- 1910: Karl Heinrich Franz Stolze, deutscher Erfinder, Photograph, Stenograph und Schriftsteller
- 1911: Willibald Nagel, deutscher Physiologe
- 1913: Ludwig Brunow, deutscher Bildhauer
- 1914: Alfred Lichtwark, deutscher Kunsthistoriker, Museumsleiter und Kunstpädagoge
- 1915: Gaston Arman de Caillavet, französischer Dramatiker und Librettist
- 1916: Victoriano Huerta, mexikanischer General, Staatspräsident
- 1919: Hans Bielenstein, deutsch-baltischer Geistlicher und Schriftsteller, evangelischer Märtyrer
- 1920: Wilhelm Fleischmann, deutscher Agrarwissenschaftler
- 1923: Alexandre Ribot, französischer Politiker und Ministerpräsident
- 1923: Georg Ziegler, deutscher Missionar in China
- 1924: Georg Hermann Quincke, deutscher Physiker
- 1924: Ernst Schweninger, deutscher Mediziner, Leibarzt von Bismarck
- 1925: Franz Zorn von Bulach, französischer Weihbischof und päpstlicher Diplomat
- 1929: Marie Andree-Eysn, österreichische Volkskundlerin, Botanikerin und Sammlerin

Wyatt Earp († 1929)

- 1929: Wyatt Earp, US-amerikanischer Western-Held
- 1930: Sebastian Ziani de Ferranti, britischer Elektroingenieur
- 1931: Kálmán Kandó, ungarischer Ingenieur, Erfinder und Eisenbahnpionier
- 1931: Anna Schmidt deutsche Schaustellerin
- 1932: Sophie von Preußen, deutsche Adlige, Ehefrau von Konstantin I. von Griechenland
- 1936: Gabriel Veyre, französischer Filmschaffender
- 1940: Georg Hermann Emil Friedrich Kautz, deutscher Verwaltungsjurist und Ministerialdirektor
- 1941: James Joyce, irischer Schriftsteller
- 1943: Henner Henkel, deutscher Tennisspieler
- 1943: Rudolf Huch, deutscher Jurist und Schriftsteller
- 1943ː Hermine Lesser, deutsche Frauenrechtlerin, Opfer der Shoah
- 1943: Sophie Taeuber-Arp, Schweizer Malerin, Bildhauerin, Textil-Gestalterin, Innenarchitektin und Tänzerin

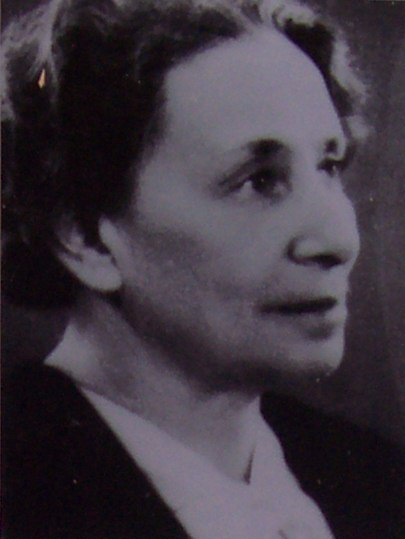
Else Ury († 1943)

- 1943: Else Ury, deutsche Schriftstellerin, Kinderbuchautorin, ermordet in Auschwitz
- 1944: Geza Slovig, rumäniendeutscher Kirchenmusiker, Musikpädagoge und Komponist
- 1945: Victor Aronstein, deutscher Arzt
- 1945: Max Jungnickel, deutscher Schriftsteller
- 1945: Alfred Kase, deutscher Opernsänger und Dichter
- 1947: Max Blanckenhorn, deutscher Geologe und Paläontologe
- 1947ː Agnes Wurmb, deutsche Lehrerin und Oberschulrätin
- 1949: Aino Aalto, finnische Architektin und Designerin
- 1949: Carl Zimmermann, preußischer Offizier und Kommandeur der Schutztruppe Kamerun

#### 1951–2000
- 1954: Adolf Gondrell, deutscher Conférencier, Film- und Bühnenschauspieler
- 1955: Francis Lodowick York, US-amerikanischer Organist, Komponist und Musikpädagoge
- 1956: Lyonel Feininger, deutsch-US-amerikanisch-französischer Maler, Grafiker und Karikaturist

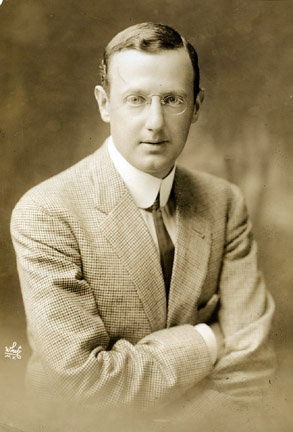
Jesse L. Lasky († 1958)

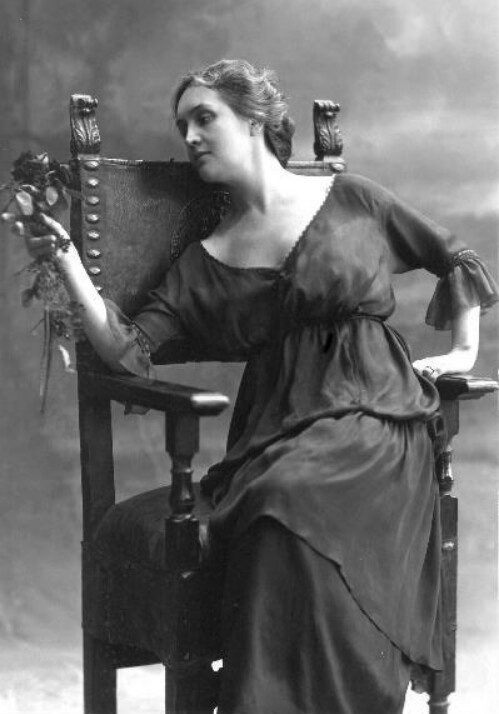
Sibilla Aleramo († 1960)

- 1958: Jesse L. Lasky, US-amerikanischer Filmproduzent
- 1960ː Sibilla Aleramo, italienische Schriftstellerin, Dichterin und Feministin
- 1960: William Hammond, britischer Radsportler
- 1963: Wilhelm Burchard-Motz, deutscher Rechtsanwalt und Politiker
- 1963: Sylvanus Olympio, togoischer Politiker
- 1963: Johann Wartner, deutscher Politiker, MdB
- 1967: Ove Andersen, finnischer Hindernisläufer
- 1968: Jocelyne Binet, kanadische Komponistin
- 1968: Adalberto Garelli, italienischer Ingenieur, Unternehmer und Pionier des Motorradbaus
- 1969: Robin Christian Andersen, österreichischer Maler
- 1970: Philippine Schick, deutsche Komponistin und Hochschuldozentin
- 1971: Maria Assunta Arbesser von Rastburg, österreichische Malerin und Holzplastikerin
- 1971: Heinz Lammerding, deutscher Ingenieur, General der SS und Waffen-SS, Kriegsverbrecher
- 1971: Andrée Lehmann, französische Rechtsanwältin und Feministin
- 1971: Henri Tomasi, französischer Komponist und Dirigent
- 1972: Jack Ensley, US-amerikanischer Unternehmer und Automobilrennfahrer
- 1973: Fernando Cento, italienischer Geistlicher, vatikanischer Diplomat und Kardinal
- 1974: Heinz Leinfellner, österreichischer Bildhauer
- 1975: Renato Berninzone, italienischer Ruderer
- 1975: Benedetto Borella, italienischer Ruderer
- 1976: Mona Rüster, deutsche Tischtennisspielerin
- 1978: Maurice Carême, belgischer Schriftsteller
- 1978: Hubert H. Humphrey, US-amerikanischer Politiker
- 1979: Donny Hathaway, US-amerikanischer Musiker
- 1981: Finn Olav Gundelach, dänischer Diplomat
- 1982: Marcel Camus, französischer Regisseur
- 1982: Bernhard Reismann, deutscher Politiker, MdL, MdB
- 1983: René Bonnet, französischer Automobilrennfahrer und Fahrzeugkonstrukteur
- 1984: Fulvio Bernardini, italienischer Fußballspieler und -trainer
- 1986: Alberto Abdala, uruguayischer Politiker
- 1986: Carl Borro Schwerla, deutscher Autor, Journalist und Regisseur
- 1987: Wladimir Alexejewitsch Alatorzew, sowjetischer Schachspieler, -trainer und -funktionär
- 1989: Joe Spinell, US-amerikanischer Schauspieler
- 1990: Lola Rogge, deutsche Tänzerin und Choreografin
- 1991: Loreta Asanavičiūtė, Todesopfer der Demonstrationen für die Freiheit und Unabhängigkeit Litauens
- 1992: Josef Neckermann, deutscher Versandkaufmann und Dressurreiter
- 1993: Mozart Camargo Guarnieri, brasilianischer Komponist
- 1993: Ludwig Metzger, deutscher Politiker, MdL, Landesminister, MdEP
- 1993: René Pleven, bretonischer Politiker
- 1994: Johan Jørgen Holst, norwegischer Politiker
- 1995: Hermann Bachmann, deutscher Maler
- 1995: Karl Junker, deutscher Schachproblemkomponist
- 1997: Sivar Arnér, schwedischer Schriftsteller, Hörspielautor und Dramatiker
- 1997: Aloys Felke, deutscher Unternehmer und Politiker, MdL
- 1998: Andrew C. Berry, US-amerikanischer Mathematiker
- 1998: Wolfgang Weischet, deutscher Meteorologe, Geograph und Klimatologe
- 1999: Karl Lieffen, deutscher Bühnen-, Film- und Fernsehschauspieler
- 1999: Paola Loew, österreichische Schauspielerin

### 21. Jahrhundert
- 2001: Michael Cuccione, kanadischer Filmschauspieler, Musiker und Stiftungsgründer
- 2002: Samuel Dolin, kanadischer Komponist und Musikpädagoge
- 2002: Amparo Montes, mexikanische Sängerin
- 2003: Koloman Sokol, slowakischer Künstler
- 2003: Dieter S. Lutz, deutscher Professor und Friedensforscher
- 2004: Belas Lakra, indischer Bischof
- 2004: Franz Reckert, deutscher Maler und Bildhauer
- 2004: Harold Shipman, britischer Mediziner
- 2005: Nell Rankin, US-amerikanische Opernsängerin
- 2006: Raúl Anguiano, mexikanischer Wandmaler
- 2006: John Stanley Lockhart, australischer Jurist und Richter des Federal Court of Australia und Mitglied des WTO Appellate Body (* 1935)
- 2006: Geoffrey Donald Chisholm, australischer Politiker
- 2006: Richard Dalitz, australischer Physiker

Michael Brecker († 2007)

- 2007: Michael Brecker, US-amerikanischer Tenorsaxophonist
- 2007: Johannes Oppenheimer, deutscher Jurist, Vizepräsident des Bundesverwaltungsgerichts
- 2009: Günther Heyenn, deutscher Politiker, MdL, MdB
- 2009: Patrick McGoohan, US-amerikanischer Filmschauspieler
- 2010: Herbert Andert, deutscher Mundartdichter und -forscher
- 2010: Richard Gruner, deutscher Unternehmer und Verleger
- 2010: Teddy Pendergrass, US-amerikanischer Sänger
- 2011: Hellmut Lange, deutscher Schauspieler
- 2012: Dany Brawand, Schweizer Industrie-Designer
- 2012: Rauf Denktaş, türkisch-zypriotischer Politiker
- 2012: Lefter Küçükandonyadis, türkischer Fußballspieler griechischer Abstammung
- 2014: Joachim Nowotny, deutscher Schriftsteller
- 2015: Jack Hayward, britischer Geschäftsmann
- 2015: Franz Orgler, deutscher Leichtathlet
- 2016: Conrad Phillips, britischer Schauspieler
- 2017: Antony Armstrong-Jones, 1. Earl of Snowdon, britischer Fotograf und Designer
- 2017: Hans Berliner, US-amerikanischer Schachspieler
- 2017: Nicodemo „Little Nicky“ Domenico Scarfo, italienisch-US-amerikanischer Mobster der amerikanischen Cosa Nostra
- 2017: Udo Ulfkotte, deutscher Journalist und Publizist
- 2019: Phil Masinga, südafrikanischer Fußballspieler
- 2019: Rupert Vierlinger, österreichischer Pädagoge und Hochschullehrer
- 2021: Tim Bogert, US-amerikanischer Bassist
- 2021: Siegfried Fischbacher, deutsch-amerikanischer Zauberkünstler
- 2021: Astrīda Kairiša, sowjetische bzw. lettische Schauspielerin
- 2021: Bernd Kannenberg, deutscher Leichtathlet und Olympiasieger
- 2021: Nelson Nieves, venezolanischer Fechter
- 2022: Jean-Jacques Beineix, französischer Filmregisseur
- 2022ː Friderun Bondzin, deutsche Malerin und Mitglied der Volkskammer der DDR
- 2022ː L. Adrienne Cupples, US-amerikanische Biostatistikerin und Epidemiologin
- 2022: Werner Delmes, deutscher Hockeyspieler
- 2022: Eva Renate Schmidt, deutsche evangelische feministische Theologin und Organisationsberaterin
- 2022: Raúl Vilches, kubanischer Volleyballspieler

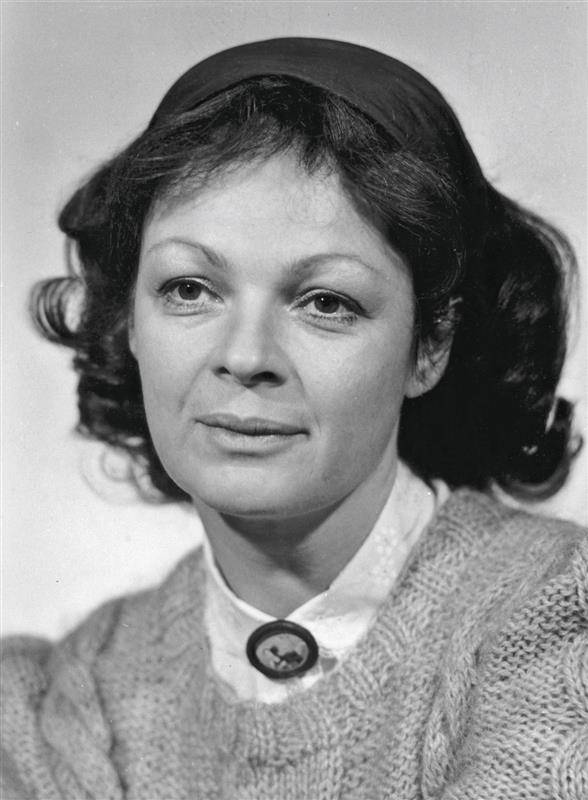
Jana Hlaváčová († 2024)

- 2024: Jana Hlaváčová, tschechische Schauspielerin
- 2024: Joyce Randolph, US-amerikanische Bühnenschauspielerin
- 2024: Sigi Rothemund, deutscher Regisseur und Drehbuchautor
- 2024: Romuald Twardowski, polnischer Komponist und Pädagoge
- 2025: Anna Mieszkowska, polnische Journalistin und Autorin

## Feier- und Gedenktage
- Kirchliche Gedenktage
  - Hl. Hilarius von Poitiers, Kirchlehrer, Bischof und Schutzpatron (anglikanisch, evangelisch, katholisch, orthodox)
  - Hl. Remigius von Reims, fränkischer Adeliger und Bischof (katholisch, orthodox (nur in Deutschland), der evangelische Gedenktag ist am 12. Januar)
  - Hl. St. Mochonna von Inis Phádraig, irischer Bischof (katholisch)
- Namenstage
  - Gottfried, Remigius
- Brauchtum
  - Norwegen, Schweden: St.-Knuts-Tag, der 20. und letzte Tag der Weihnachtszeit
  - Schweiz: Hilari-Tag in Solothurn und Umgebung

Weitere Einträge enthält die Liste von Gedenk- und Aktionstagen.